# Machu Picchu
Machu Picchu (en quechua, Machu Pikchu 'monte o pico viejo', pronunciado [ˈmɐt͡ʃʊ ˈpɪkt͡ʃʊ]) es el nombre contemporáneo que se da a una llacta (antiguo poblado incaico) construida antes del siglo XV, en la cordillera Oriental del sur del Perú, en la cadena montañosa de los Andes a 2,430 metros sobre el nivel del mar. Está en el departamento del Cusco (provincia de Urubamba, distrito de Machupichu) sobre el Valle Sagrado de los Incas, a 80 kilómetros al noroeste del Cusco, ciudad del Perú y por donde fluye el río Urubamba, río que atraviesa la cordillera y origina un cañón con clima de montaña tropical. Forma parte de un área de conservación arqueológica y ecológica del mismo nombre. Según muchos estudios, su nombre original habría sido Llaqtapata o Patallaqta.
Según documentos de mediados del siglo XVI, tenía carácter privado. Sin embargo, algunas de sus mejores construcciones y el evidente carácter ceremonial de la principal vía de acceso a la llaqta dan cuenta de su origen anterior a Pachacútec y a su presumible utilización como santuario religioso. Ambos usos, el de palacio y el de santuario, no habrían sido incompatibles. Aun cuando se discute su supuesto carácter militar, por lo que los populares calificativos de «fortaleza» o «ciudadela» podrían haber sido superados.
Machu Picchu es considerada, al mismo tiempo, obra maestra de la arquitectura y la ingeniería. Sus peculiares características arquitectónicas y paisajísticas, y el velo de misterio que ha tejido a su alrededor buena parte de la literatura publicada sobre el sitio, lo han convertido en uno de los destinos turísticos más famosos del planeta, así como una de las siete maravillas del mundo moderno.
Machu Picchu fue construido en el estilo Inca clásico, con paredes de piedra seca pulida. Sus tres estructuras principales son el Intihuatana, el Templo del Sol y el Templo de las Tres Ventanas. La mayoría de los edificios periféricos han sido reconstruidos para dar a los visitantes una mejor idea de cómo era el original. Para 1976, el 30 % de Machu Picchu había sido restaurado, tarea que continúa.
Machu Picchu y su área circundante fueron declarados Santuario Histórico Peruano en 1981 y está en la Lista del Patrimonio de la Humanidad de la Unesco desde 1983, como parte de todo un conjunto cultural y ecológico conocido bajo la denominación santuario histórico de Machu Picchu. El 7 de julio de 2007 Machu Picchu fue declarada como una de las nuevas siete maravillas del mundo moderno en una ceremonia realizada en Lisboa, Portugal, que contó con la participación de cien millones de votantes del mundo. Machu Picchu fue votada como una de las nuevas siete maravillas del mundo en una encuesta mundial en Internet.

## Etimología
En el idioma quechua, machu significa 'viejo o anciano', mientras que pikchu significa 'pico, montaña o prominencia con una amplia base que termina en puntas agudas'; por lo tanto, el nombre del sitio significa 'montaña vieja'.

## Ubicación geográfica

### Emplazamiento
Se encuentra a 13°9′47″ latitud sur y 72°32'44" longitud oeste. Forma parte del distrito del mismo nombre, en la provincia de Urubamba, en el departamento del Cuzco, en Perú. La ciudad importante más cercana es Cuzco, actual capital regional y antigua capital de los incas, a 132 kilómetros de allí.
Las montañas Machu Picchu y Huayna Picchu son parte de una gran formación orográfica conocida como batolito de Vilcabamba, en la Cordillera Central de los Andes peruanos. Se encuentran en la ribera izquierda del llamado Cañón del Urubamba, conocido en la antigüedad como Quebrada de Picchu. Al pie de los cerros, rodeándolos, corre el río Vilcanota-Urubamba. El sitio arqueológico incaico se encuentra a medio camino entre las cimas de ambas montañas, a 450 metros de altura por encima del nivel del valle y a 2438 metros sobre el nivel del mar. La superficie edificada es de unos 530 metros por 200 de ancho, cuenta con 172 edificios en su área urbana. Se sitúa en la ecorregión de las yungas peruanas.
La ciudad se ubica dentro de un territorio intangible del Sistema Nacional de Áreas Naturales Protegidas por el Estado (SINANPE), llamado Santuario Histórico de Machu Picchu, que se extiende sobre una superficie de 32 592 hectáreas (80 535 acres o 325,92 km²) de la cuenca del río Vilcanota-Urubamba (el Willka mayu o ‘río sagrado’ de los incas). El Santuario Histórico protege una serie de especies biológicas en peligro de extinción y varios establecimientos incaicos, entre los cuales Machu Picchu es considerado el principal.

### Formas de acceso

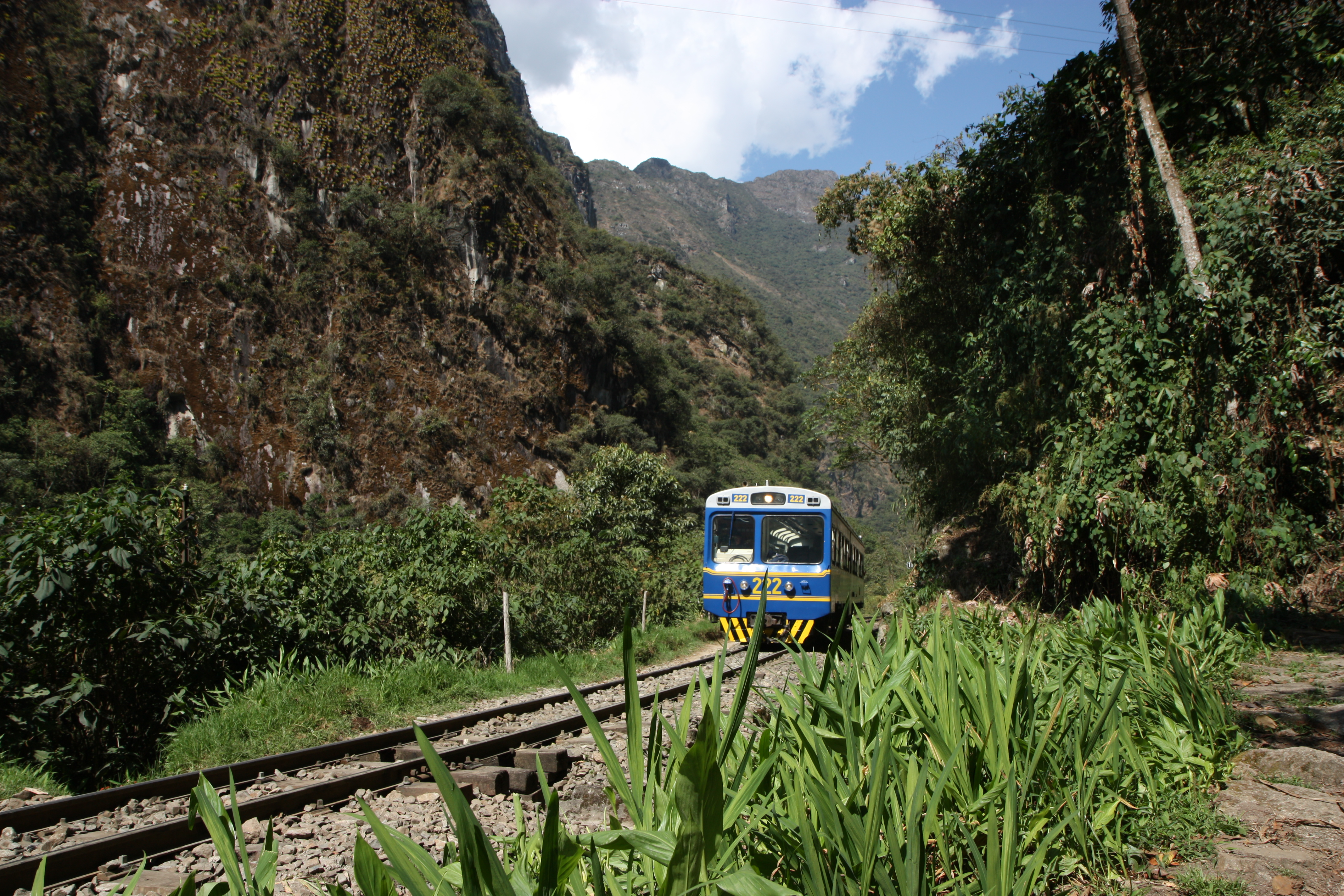
PeruRail es una de las dos empresas ferroviarias autorizadas para ofrecer transporte dentro del parque nacional y hasta el pueblo de Aguas Calientes.

La zona arqueológica es accesible, bien desde los caminos post-incaicos que llegan hasta ella, o bien utilizando la carretera Hiram Bingham (que asciende la cuesta del cerro Machu Picchu desde la antigua estación de tren de Puente Ruinas, al fondo del cañón). Ninguna de las dos formas exime al visitante del precio de ingreso al complejo. La mencionada carretera, sin embargo, no está integrada a la red nacional de carreteras del Perú. Nace en el pueblo de Aguas Calientes, al que a su vez solo se puede acceder por ferrocarril (unas tres horas desde Cuzco) o helicóptero (30 minutos desde Cuzco). La ausencia de una carretera directa al santuario de Machu Picchu es intencional y permite controlar el flujo de visitantes a la zona, que, dado su carácter de reserva nacional, es sensible a las muchedumbres. Ello, sin embargo, no ha impedido el crecimiento desordenado (criticado por las autoridades culturales) de Aguas Calientes, que vive por y para el turismo, pues hay hoteles y restaurantes de diferentes categorías en este lugar.
| Ruta | Nombre    | Descripción                                                                                      | Días | Precio (2017) |
| ---- | --------- | ------------------------------------------------------------------------------------------------ | ---- | ------------- |
| 1    | km 82     | Pisqakucho-Kusichaca-Wayllabamba-Wiñaywayna-Machupicchu                                          | 4    | 292.00        |
| 2    | km 88     | Qoriwayrachina-Wayllabamba-Wiñaywayna-Machupicchu                                                | 4    | 292.00        |
| 3    | Salkantay | Mollepata-Silcakancha-Soraypampa-Lluskumayu-Lucmabamba-Sta Teresa-Hidroeléctrica-Aguas Calientes | 4    | 292.00        |
| 4    | km 82     | Pisqakucho-Qoriwayrachina-Papaymayu bajo-Chanchabamba-Wiñaywayna-Machupicchu                     | 4    | 292.00        |
| 5    | km 104    | Chachabamba-Wiñaywayna-Machupicchu                                                               | 2    | 222.00        |

- Sobre estos precios existe un 50 % de descuento para mayores de 60 años, discapacitados y estudiantes.

Para llegar a Machu Picchu por el principal camino incaico se debe hacer una caminata de tres días. Para ello es necesario tomar un tren o bus hasta el km 82 de la vía férrea Cusco-Aguas Calientes, que coincide con el límite del parque nacional de Machu Picchu, desde donde parte el recorrido a pie. Algunos visitantes toman un autobús local desde Cusco hasta Ollantaytambo (vía Urubamba) y de ahí toman un transporte hasta el mencionado km 82. Una vez allí recorren las vías del tren hasta cubrir los 32 km que hay hasta Aguas Calientes. En la actualidad, los autobuses llegan hasta la hidroeléctrica, a nueve kilómetros de Aguas Calientes, lo que dista tres horas a pie, que es el mismo camino que hace el tren.

### Clima
La temperatura es cálida con aire húmedo durante el día, y fresca por la noche, oscila entre los 12 y los 24 grados centígrados. La zona es muy lluviosa, en especial entre noviembre y marzo. Las lluvias, que son copiosas, alternan rápido con intenso brillo solar.

### Geografía
El conjunto del sitio arqueológico ha sido construido sobre el batolito de Vilcabamba, compuesto de rocas intrusivas que datan de unos 250 millones de años, intrusivos Permo-Triásicoscon principal base de granito blanco a grisáceo, cortado por algunas vetas de tonalitas y talcesquistos. El macizo granítico se encuentra cortado por una serie de fallas y diaclasas que juegan un papel importante en la conformación actual del relieve y en su evolución. En el Mapa Geológico del Cuadrángulo de Machu Picchu (27-q) del Instituto Geológico Minero y Metalúrgico del Perú se observan dos grandes fallas de rumbo regionales que cortan la zona, llamadas Fallas Huayna Picchu y Machu Picchu, de orientación NE-SO. Estas fallas no han tenido actividad reciente.

## Historia
La quebrada de Picchu, a medio camino entre los Andes y la floresta amazónica, fue una región colonizada por poblaciones andinas, no selváticas, provenientes de las regiones de Vilcabamba y del Valle Sagrado, en Cuzco, en busca de una expansión de sus fronteras agrarias. Las evidencias arqueológicas indican que la agricultura se practicaba en la región desde al menos el 760 a. C. Una explosión demográfica se da a partir del período Horizonte Medio, desde el año 900 de esta era, por grupos no documentados históricamente, pero que es posible estuvieron vinculados a la etnia Tampu del Urubamba. Se cree que estos pueblos podrían haber formado parte de la federación Ayarmaca, rivales de los primeros incas del Cuzco. En ese período se expande por una considerable área agrícola «construida» (andenes). No obstante, el emplazamiento específico (la cresta rocosa que une las montañas Machu Picchu y Huayna Picchu) no presenta huellas de haber tenido edificaciones antes del siglo XV.

### Época incaica (1475-1534)

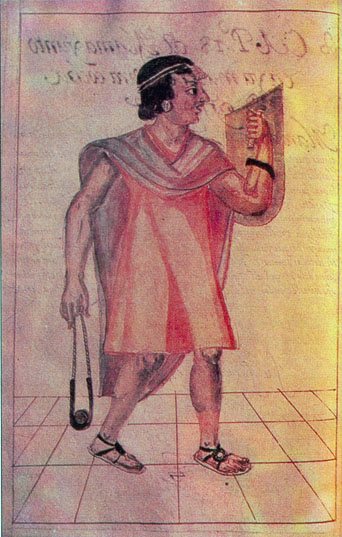
Pachacútec, según la crónica de Martín de Murúa (1615).

Hacia 1430, durante su campaña hacia Vilcabamba, la quebrada de Picchu fue conquistada por Pachacútec, primer inca del Tahuantinsuyo (1438-1470). El emplazamiento de Machu Picchu debió impresionar al monarca por sus peculiares características dentro de la geografía sagrada cusqueña, y por ello habría mandado construir allí, hacia 1450, un complejo urbano con edificaciones de gran lujo civiles y religiosas.
Se cree que Machu Picchu tuvo una población móvil como la mayoría de las llactas incaicas, que oscilaba entre 300 y 1000 habitantes pertenecientes a una élite (posibles miembros de la panaca de Pachacútec) y acllas. Se ha demostrado que la fuerza agrícola estuvo compuesta por esclavos mitimaes o mitmas (quechua: mitmaqkuna) procedentes de diferentes rincones del imperio, estimándose que la mayor cantidad de estos fueron los chancas, quienes también construyeron la fortaleza, al ser esclavizados y despojados de sus tierras (actuales Apurímac y Ayacucho) tras ser derrotados por Pachacútec.
Machu Picchu no era desde ningún punto de vista un complejo aislado, por lo que el mito de la «ciudad perdida» y del «refugio secreto» de los soberanos incaicos carece de asidero. Los valles que confluían en la quebrada formaban una región con densa población que incrementó de modo espectacular su productividad agrícola a partir de la ocupación incaica, en 1440. Los incas construyeron allí muchos centros administrativos, los más importantes de los cuales fueron Patallacta y Quente Marca, y abundantes complejos agrícolas formados por terrazas de cultivo. Machu Picchu dependía de estos complejos para su alimentación, pues los campos del sector agrario de la ciudad habrían resultado insuficientes para abastecer a la población prehispánica. La comunicación intrarregional era posible gracias a las redes de caminos incaicos: ocho caminos llegaban a Machu Picchu. La pequeña urbe de Picchu se llegó a diferenciar de las poblaciones vecinas por la singular calidad de sus principales edificios.
A la muerte de Pachacútec, y de acuerdo con las costumbres reales incaicas, esta y el resto de sus propiedades personales habrían pasado a la administración de su panaca, que debía destinar las rentas producidas al culto de la momia del difunto inca. Se presume que esta situación se habría mantenido durante los gobiernos de Túpac Yupanqui (1470-1493) y Huayna Cápac (1493-1529).
Machu Picchu debió de perder en parte su importancia al tener que competir en prestigio con las propiedades personales de los soberanos sucesores. De hecho, la apertura de un camino más seguro y amplio entre Ollantaytambo y Vilcabamba (el del valle de Amaybamba) hizo que la ruta de la quebrada de Picchu fuera menos empleada.

### Época de transición (1534-1572)

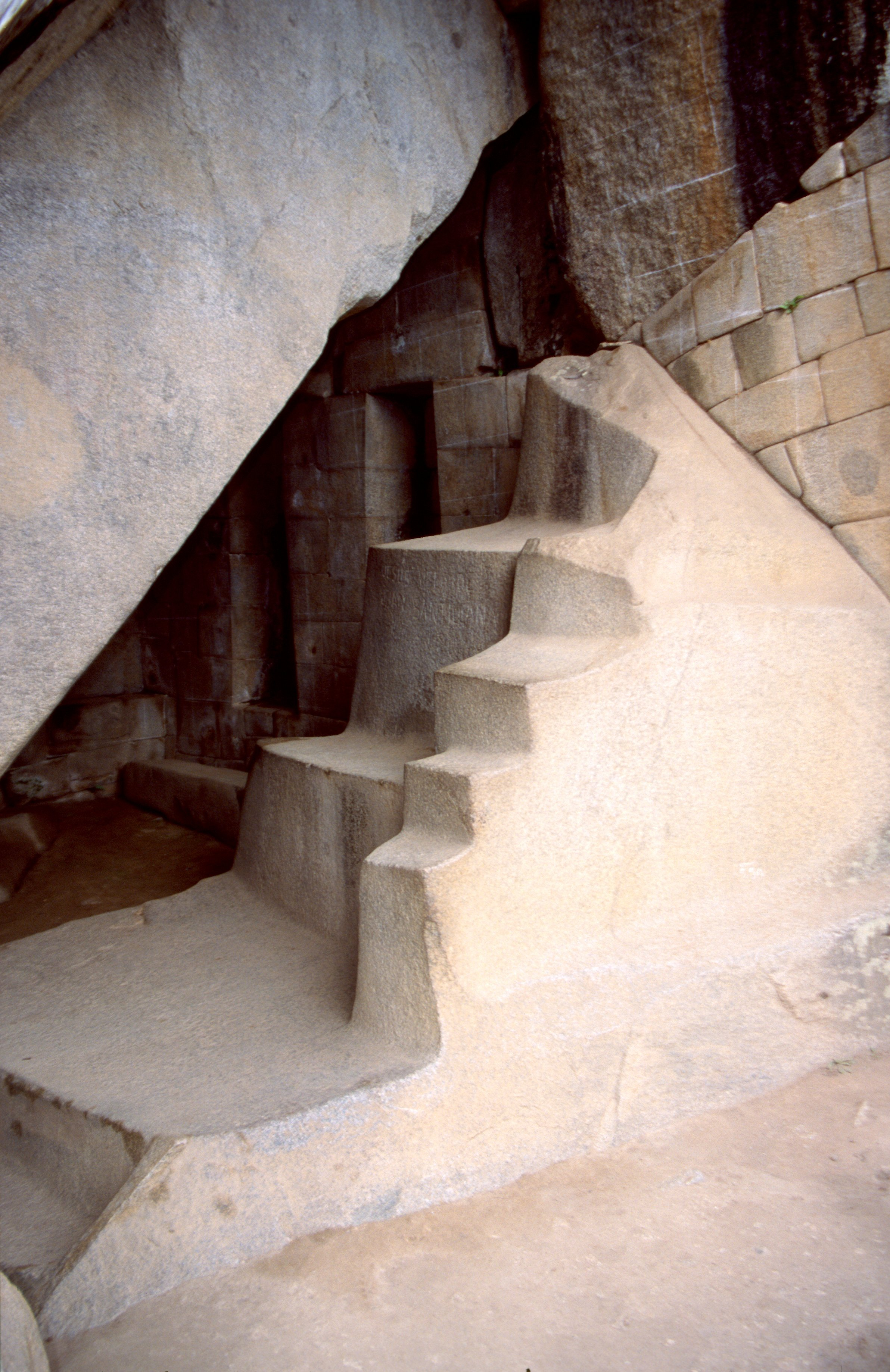
Roca labrada bajo el Templo del Sol que da ingreso al llamado Mausoleo Real. Algunos autores como Lumbreras sugieren que podría haber estado destinado a la momia de Pachacútec.

La guerra civil incaica (1531-1532) y la irrupción española en el Cuzco en 1534 debieron de afectar mucho la vida de Machu Picchu. La masa campesina de la región estaba compuesta por mitmas, colonos de diferentes naciones conquistadas por los incas llevados a la fuerza hasta allí. Ellos aprovecharon la caída del sistema económico cusqueño para retornar a sus tierras de origen. La resistencia incaica contra los españoles dirigida por Manco Inca en 1536 convocó a los nobles de las regiones cercanas a integrar su corte en el exilio de Vilcabamba, y es muy probable que los principales nobles de Picchu hubieran abandonado entonces la ciudad. Documentos de la época indican que la región estaba llena de «despoblados» en ese tiempo. Picchu habría seguido habitada, pues fue considerada una población tributaria de la encomienda española de Ollantaytambo. Eso no quiere significar que los españoles visitaran Machu Picchu con frecuencia; de hecho, sabemos que el tributo de Picchu era entregado a los españoles una vez por año en el pueblo de Ollantaytambo, y no «recogido» en forma local. De todas maneras, está claro que los españoles sabían del lugar, aunque no hay indicios de que fuera con frecuencia visitado por los españoles cada año. Los documentos coloniales mencionan el nombre de quien era curaca (acaso el último) de Machu Picchu en 1568: Juan Mácora. Que se llamase «Juan» indica que había sido, al menos en lo nominal, bautizado, y, por tanto, sometido a la influencia española.
Otro documento indica que el inca Titu Cusi Yupanqui, quien reinaba entonces en Vilcabamba, pidió que frailes agustinos acudieran a evangelizar «Piocho» hacia 1570. No se conoce ningún topónimo de la zona que suene parecido a Piocho que no sea Piccho o Picchu, lo que hace suponer a Lumbreras que los famosos «extirpadores de idolatrías» podrían haber llegado al sitio y haber tenido que ver con la destrucción e incendio del torreón del Templo del Sol.
El soldado español Baltasar de Ocampo escribió a fines del siglo XVI sobre un poblado «en lo alto de una montaña» de edificios «suntuosísimos» y que albergaba un gran acllahuasi (casa de las escogidas) en los últimos años de la resistencia incaica. La descripción breve que hace de sus ambientes nos remite a Picchu. Lo más interesante es que Ocampo dice que se llama Pitcos. El único lugar de nombre parecido es Vitcos, un sitio incaico en Vilcabamba por completo diferente al descrito por Ocampo. El otro candidato natural es Picchu. No se sabe hasta hoy si se trata del mismo lugar. Ocampo indica que en este lugar se habría criado Túpac Amaru I, sucesor de Titu Cusi y último inca de Vilcabamba.

### Entre el virreinato y la república (sigloXVII-sigloXIX)
Tras la caída del reino de Vilcabamba en 1572 y la consolidación del poder español en los Andes centrales, Machu Picchu se mantuvo dentro de la jurisdicción de diferentes haciendas que cambiaron varias veces de manos hasta tiempos republicanos (desde 1821). No obstante, ya se había vuelto un lugar remoto, alejado de los nuevos caminos y ejes económicos del virreinato del Perú. La región fue casi ignorada por el régimen virreinal (que no mandó edificar templos cristianos ni administró poblado alguno en la zona), aunque no por el hombre andino.
En efecto, el sector agrícola de Machu Picchu no parece haber estado del todo deshabitado ni desconocido: documentos de 1657 y de 1782 aluden a Machu Picchu, en tanto tierras de interés agrícola. Sus principales construcciones, sin embargo, las de su área urbana, no parecen haber sido ocupadas y fueron ganadas pronto por la vegetación del bosque nuboso.

### Machu Picchu en elsigloXIX

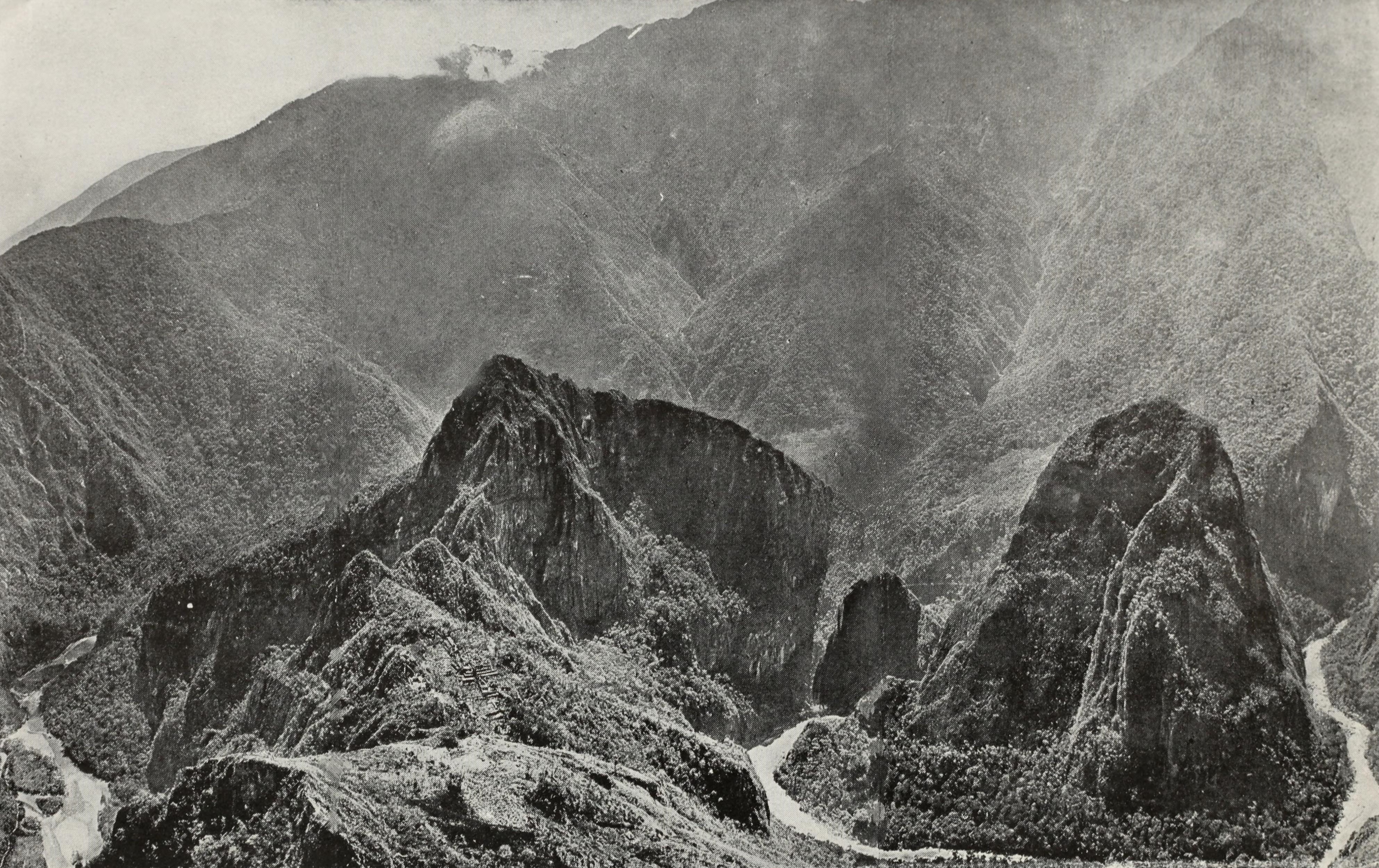
Vista panorámica de Machu Picchu y el Cañón de Urubamba

En 1865, en el curso de sus viajes de exploración por el Perú, el naturalista italiano Antonio Raimondi pasa al pie de las ruinas sin saberlo y alude a la escasa población de entonces en la región. Sin embargo, en esos años, la zona empieza a recibir visitas por intereses distintos a los científicos. 
En efecto, una investigación en curso, divulgada hace poco, revela información sobre el empresario alemán Augusto Berns, quien en 1867 no solo habría «descubierto» las ruinas, sino que habría fundado una empresa «minera» para explotar los presuntos «tesoros» que albergaban (la Compañía Anónima Explotadora de las Huacas del Inca). De acuerdo con esta fuente, entre 1867 y 1870, y con la venia del gobierno de José Balta, la compañía habría operado en la zona y luego vendido «todo lo que encontró» a coleccionistas europeos y norteamericanos.
Conectados o no con esta presunta empresa (cuya existencia espera ser confirmada por otras fuentes y autores), lo cierto es que es en esos momentos cuando los mapas de prospecciones mineras empiezan a mencionar Machu Picchu. Así, en 1870, el estadounidense Harry Singer coloca por primera vez en un mapa la ubicación del cerro Machu Picchu y se refiere al Huayna Picchu como «Punta Huaca del Inca». El nombre revela una inédita relación entre los incas y la montaña e incluso sugiere un carácter religioso (una huaca en los Andes Antiguos era un lugar sagrado). Un segundo mapa de 1874, elaborado por el alemán Herman Gohring, menciona y ubica en su sitio exacto ambas montañas. Por fin en 1880 el explorador francés Charles Wiener confirma la existencia de restos arqueológicos en el lugar (afirma «se me habló de otras ciudades, de Huayna Picchu y de Machu Picchu»), aunque no puede llegar al emplazamiento. En cualquier caso, está claro que la existencia de la presunta «ciudad perdida» no se había olvidado, como se creía hasta hace años.

### Redescubrimiento de Machu Picchu (1894-1911)
Las primeras referencias directas sobre visitantes de Machu Picchu indican que Agustín Lizárraga, un arrendatario de tierras cusqueño, llegó al sitio el 14 de julio de 1902 guiando a los también cusqueños Gabino Sánchez, Enrique Palma y Justo Ochoa. Los visitantes dejaron un grafiti con sus nombres en uno de los muros del Templo de las Tres Ventanas que sería verificado por varias personas. Existen informaciones que sugieren que Lizárraga ya había visitado Machu Picchu en compañía de Luis Béjar en 1894. Lizárraga les mostraba las construcciones a los «visitantes», aunque la naturaleza de sus actividades no ha sido hasta hoy investigada.

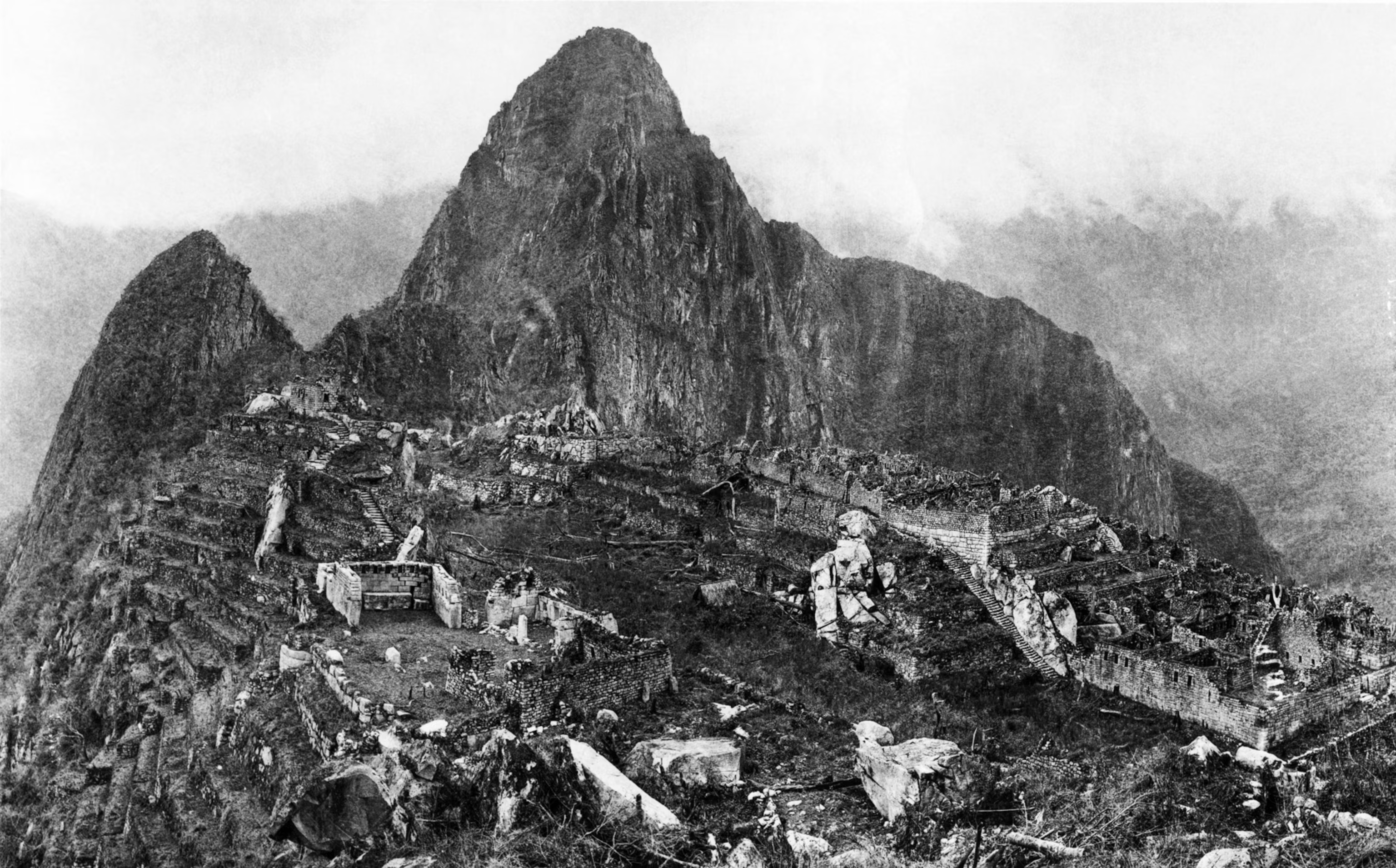
Fotografía de Machu Picchu tomada en 1912 por Bingham.

Hiram Bingham, un profesor estadounidense de historia interesado en encontrar los últimos reductos incaicos de Vilcabamba, oyó sobre Lizárraga a partir de sus contactos con los hacendados locales y escribió en su diario: "Agustín Lizárraga es el descubridor de Machu Picchu y vive en el puente de San Miguel, justo antes de pasar...". Fue así como llegó a Machu Picchu el 24 de julio de 1911 guiado por otro arrendatario de tierras, Melchor Arteaga, y acompañado por un sargento de la guardia civil peruana de apellido Carrasco. Encontraron a dos familias de campesinos viviendo allí, los Recharte y los Álvarez, quienes usaban los andenes del sur de las ruinas para cultivar y bebían el agua de un canal incaico que aún funcionaba y que traía agua de un manantial. Pablo Recharte, uno de los niños de Machu Picchu, guio a Bingham hacia la «zona urbana» cubierta por la maleza.

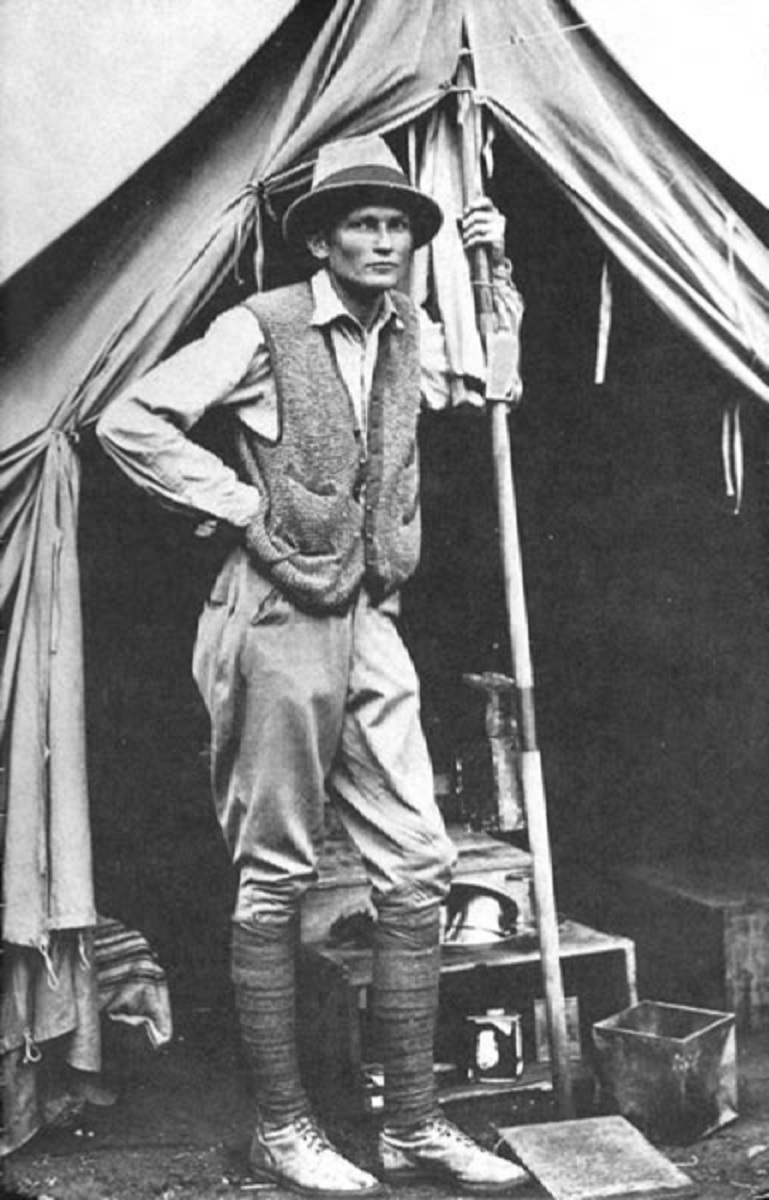
El explorador estadounidense Hiram Bingham III en su tienda cerca de Machu Picchu en 1912.

Bingham quedó muy impresionado por lo que vio y gestionó los auspicios de la Universidad de Yale, la National Geographic Society y el Gobierno peruano para iniciar de inmediato el estudio científico del sitio. Así, con el ingeniero Ellwood Erdis, el osteólogo George Eaton, la participación directa de Toribio Recharte y Anacleto Álvarez, y un grupo de trabajadores anónimos de la zona, Bingham dirigió trabajos arqueológicos en Machu Picchu desde 1912 hasta 1915, período en el que se despejó la maleza y se excavaron tumbas incas extramuros de la ciudad. La «vida pública» de Machu Picchu empieza en 1913 con la publicación de todo ello en un artículo en la revista National Geographic.

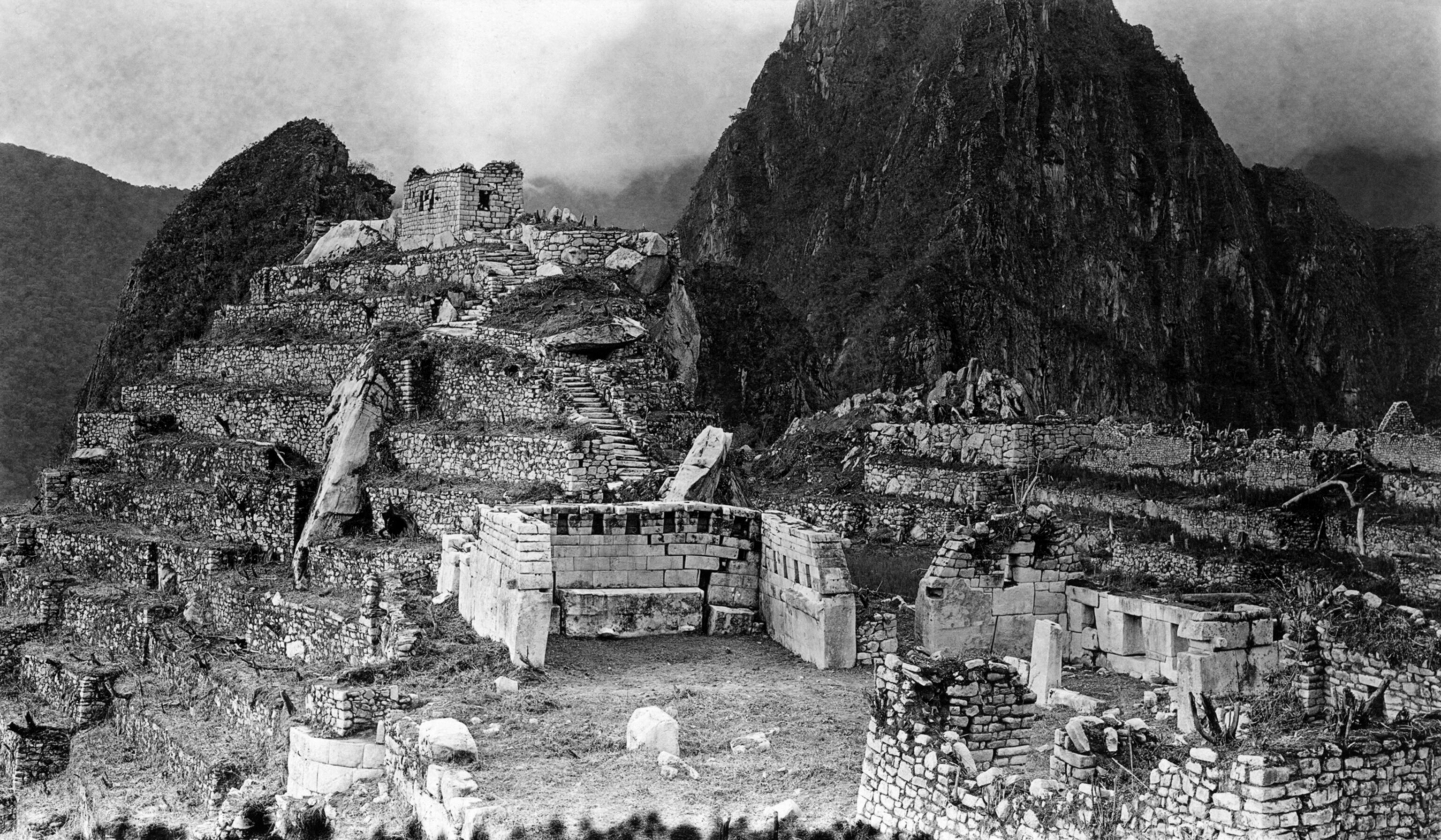
La plaza Sagrada, el templo Principal y el templo de las Tres Ventanas tras las obras de limpieza de 1912. En la parte superior se encuentra el Intihuatana

Si bien es claro que Bingham no descubre Machu Picchu en el sentido estricto de la palabra (nadie lo hizo dado que nunca se «perdió» realmente), es indudable que tuvo el mérito de ser la primera persona en reconocer la importancia de las ruinas, estudiándolas con un equipo multidisciplinario y divulgando sus hallazgos. Ello pese a que los criterios arqueológicos empleados no fueran los más adecuados desde la perspectiva actual, y pese, también, a la polémica que hasta hoy envuelve la más que irregular salida del país del material arqueológico excavado (que consta de al menos unas 46 332 piezas) y que recién en marzo de 2011 comenzó a ser devuelto al Perú.

### Machu Picchu desde 1915

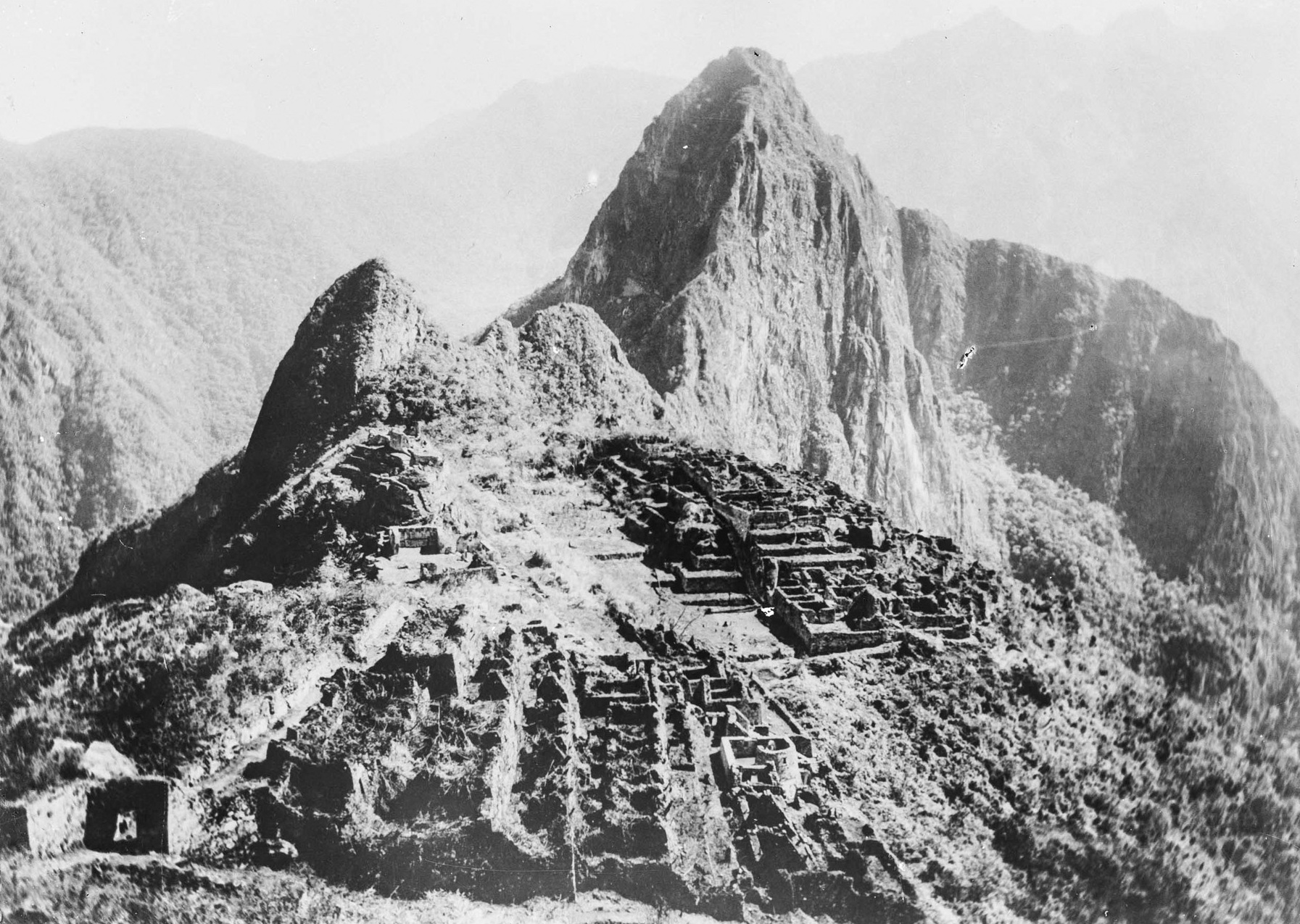
Machu Picchu en 1925

Entre 1924 y 1928 Martín Chambi y Juan Manuel Figueroa hicieron una serie de fotografías en Machu Picchu que fueron publicadas en diferentes revistas peruanas, masificando el interés local sobre las ruinas y convirtiéndolas en un símbolo nacional. Con el transcurrir de las décadas, y especialmente desde la apertura en 1948 de una vía carrozable que ascendía la cuesta de la montaña hasta las ruinas desde la estación de tren, Machu Picchu se convirtió en el principal destino turístico de Perú. Durante los dos primeros tercios del siglo XX, sin embargo, el interés por su explotación turística fue mayor que el de conservación y estudio de las ruinas, lo que no impidió que algunos investigadores notables avanzaran en resolver los misterios de Machu Picchu, destacando en especial los trabajos de la Viking Found dirigida por Paul Fejos sobre los sitios incaicos del entorno de Machu Picchu («descubriendo» varios establecimientos del Camino Inca a Machu Picchu) y las investigaciones de Luis E. Valcárcel que relacionaron por primera vez el sitio con Pachacútec. Es a partir de la década de 1970 que nuevas generaciones de arqueólogos (Chávez Ballón, Lorenzo, Ramos Condori, Zapata, Sánchez, Valencia, Gibaja), historiadores (Glave y Remy, Rowe, Angles), astrónomos (Dearborn, White, Thomson) y antropólogos (Reinhard, Urton) se ocupan de la investigación de las ruinas y su pasado.
El establecimiento de una Zona de Protección Ecológica en torno a las ruinas en 1981, la inclusión de Machu Picchu como integrante de la Lista del Patrimonio Mundial en 1983 y la adopción de un Plan Maestro para el desarrollo sostenible de la región en 2005 han sido los hitos más importantes en el esfuerzo por conservar Machu Picchu y su entorno. Sin embargo, han conspirado contra estos esfuerzos algunas malas restauraciones parciales en el pasado, incendios forestales como el de 1997, y conflictos políticos surgidos en las poblaciones cercanas en aras de una mejor distribución de los recursos obtenidos por el Estado en la administración de las ruinas.

### Hechos recientes
- El 8 de septiembre del 2000, al grabarse un comercial publicitario de cerveza Cusqueña (Backus & Johnston), una grúa utilizada cae sobre la Intihuatana («reloj solar»), rompiendo cerca de 8 cm de la punta. El caso llevó a una demanda por parte del INC y la solicitud de la respectiva indemnización, en 2005.[85]

- En julio de 2003 la cantante Gloria Estefan la visitó y grabó en sus paisajes el videoclip con letra del cantautor peruano Gian Marco para el tema «Hoy» del álbum Unwrapped.

- El 10 de noviembre de 2003 el Congreso del Perú emitió la ley 28100, que establece que el 10 % de los ingresos recaudados por el ingreso al parque arqueológico de Machu Picchu, administrado por el Instituto Nacional de Cultura, será destinado a la municipalidad de Machu Picchu.[86]

- El 12 de julio de 2006 el Congreso del Perú emite la ley 28778 para la repatriación de los objetos arqueológicos que forman parte de la colección Machu Picchu del museo Peabody de la Universidad de Yale en los Estados Unidos, que fueron autorizados a salir del país por Decretos Supremo 1529 del 31 de octubre de 1912 y por Decretos Supremo 31 del 27 de enero de 1916.[87]

- En junio de 2007, la actriz Cameron Diaz la visita para hacer un documental del programa 4Real de la cadena CTV.

- En 2007, el Gobierno del Perú decretó el día 7 de julio como el "Día del Santuario Histórico de Machu Picchu, Nueva Maravilla del Mundo", debido a que el 7 de julio de 2007 Machupicchu fue nombrada como una de las ganadoras en la lista de las Nuevas maravillas del mundo.

- En septiembre de 2007, la Universidad de Yale manifestó que devolverá 4000 piezas arqueológicas encontradas por Hiram Bingham y que actuará como promotor de su exhibición en un museo itinerante y en un museo en el Cuzco.[88]

- El 26 de octubre de 2015 el pueblo de Machu Picchu firmó por primera vez el acuerdo de hermanamiento de ciudades con Otama-mura, de la prefectura de Fukushima del Japón. Ambos pueblos llegaron al acuerdo de hermanamiento de ciudades por primera vez. El pueblo de Machu Picchu recibe muchas solicitudes de este acuerdo desde todo el mundo por ser Patrimonio Mundial de la Unesco, pero decidió firmar su primer acuerdo con Otama-mura, donde nació el primer alcalde del pueblo de Machu Picchu, Yokichi Nouchi (1895-1969), quien emigró a Perú a los veintiún años y contribuyó a su desarrollo económico y turístico.

## Descripción

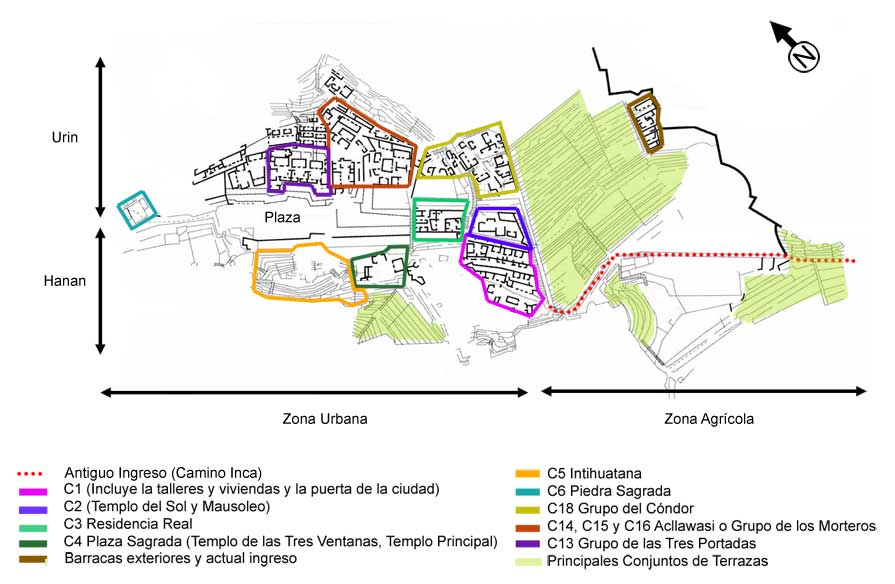
Principales sectores de Machu Picchu, de acuerdo con la nomenclatura utilizada por los arqueólogos del INC-Cuzco.

El área edificada en Machu Picchu es de 530 metros de largo por 200 de ancho e incluye al menos 172 recintos. El complejo está bien dividido en grandes zonas: la agrícola, formada por conjuntos de terrazas de cultivo, que se encuentra al sur; y la zona urbana, que es, por supuesto, aquella donde vivieron sus ocupantes y donde se desarrollaron las principales actividades civiles y religiosas. Ambas zonas están separadas por un muro, un foso y una escalinata, elementos que corren paralelos por la cuesta este de la montaña.

### Zona agrícola
Los andenes (terrazas de cultivo) de Machu Picchu lucen como grandes escalones construidos sobre la ladera. Son estructuras formadas por un muro de piedra y un relleno de diferentes capas de material (piedras grandes, piedras menores, cascajo, arcilla y tierra de cultivo) que facilitan el drenaje, evitando que el agua se empoce en ellos (téngase en cuenta la gran pluviosidad de la zona) y se desmorone su estructura. Este tipo de construcción permitió que se cultivara sobre ellos hasta la primera década del siglo XX. Otros andenes de menor ancho se encuentran en la parte baja de Machu Picchu, alrededor de toda la ciudad. Su función no era agrícola, sino servir como muros de contención.
Cinco grandes construcciones se ubican sobre los andenes al este del camino incaico que llega a Machu Picchu desde el sur. Fueron utilizados como colcas o almacenes. Al oeste del camino se encuentran otros dos grandes conjuntos de andenes: unos concéntricos de corte semicircular y otros rectos.

### Zona urbana
Un muro de unos 400 metros de largo divide la ciudad del área agrícola. Paralelo al muro corre un «foso» usado como el principal drenaje de la ciudad. En lo alto del muro está la puerta de Machu Picchu, que contaba con un mecanismo de cierre interno. La zona urbana ha sido dividida por los arqueólogos actuales en grupos de edificios denominados por un número entre el 1 y el 18. Aún tiene vigencia el esquema planteado por Chávez Ballón en 1961 que la divide en un sector hanan (alto) y otro hurin (bajo) de acuerdo con la tradicional bipartición de la sociedad y la jerarquía andina. El eje físico de esa división es una plaza alargada, construida sobre terrazas en diferentes niveles de acuerdo con el declive de la montaña.[cita requerida]
El segundo eje en importancia de la ciudad forma cruz con el anterior, atravesando casi todo el ancho de las ruinas de este a oeste. Consiste en dos elementos: una ancha y larga escalinata que hace las veces de «calle principal» y un conjunto de elaboradas fuentes de agua que corre paralelo a ella. En la intersección de ambos ejes están la residencia del inca, el templo-observatorio del torreón, y la primera y más importante de las fuentes de agua.

#### Sector Hanan
Conjunto 1

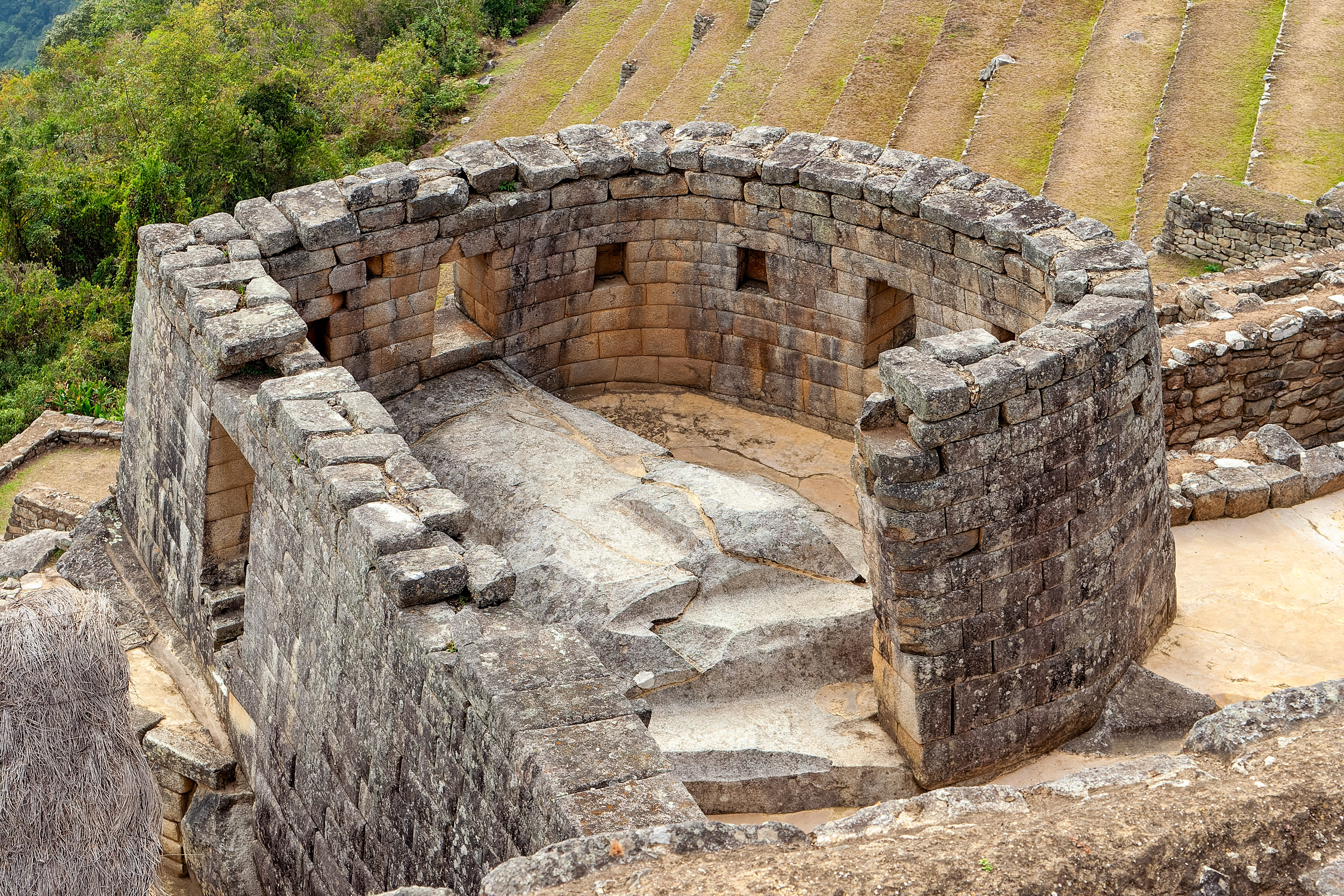
El recinto curvo del Templo del Sol o Torreón.

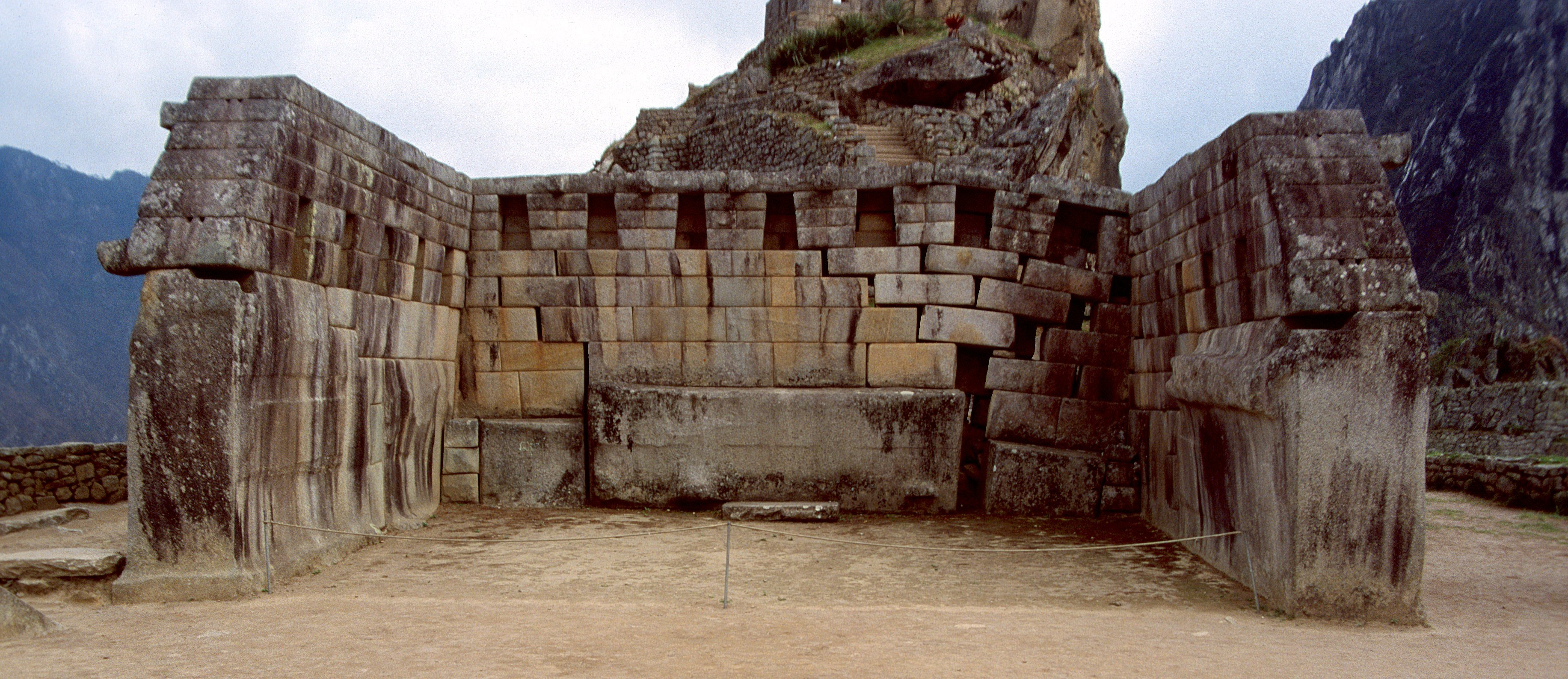
La estructura conocida como templo Principal

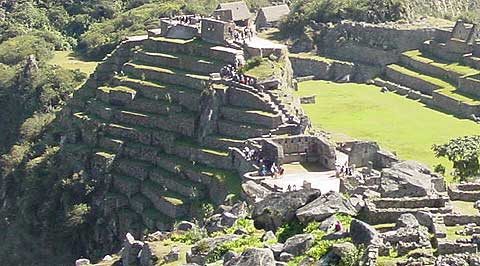
La «pirámide» de Intihuatana (Conjunto 5). En primer plano, la plaza Sagrada (C4) y el templo Principal

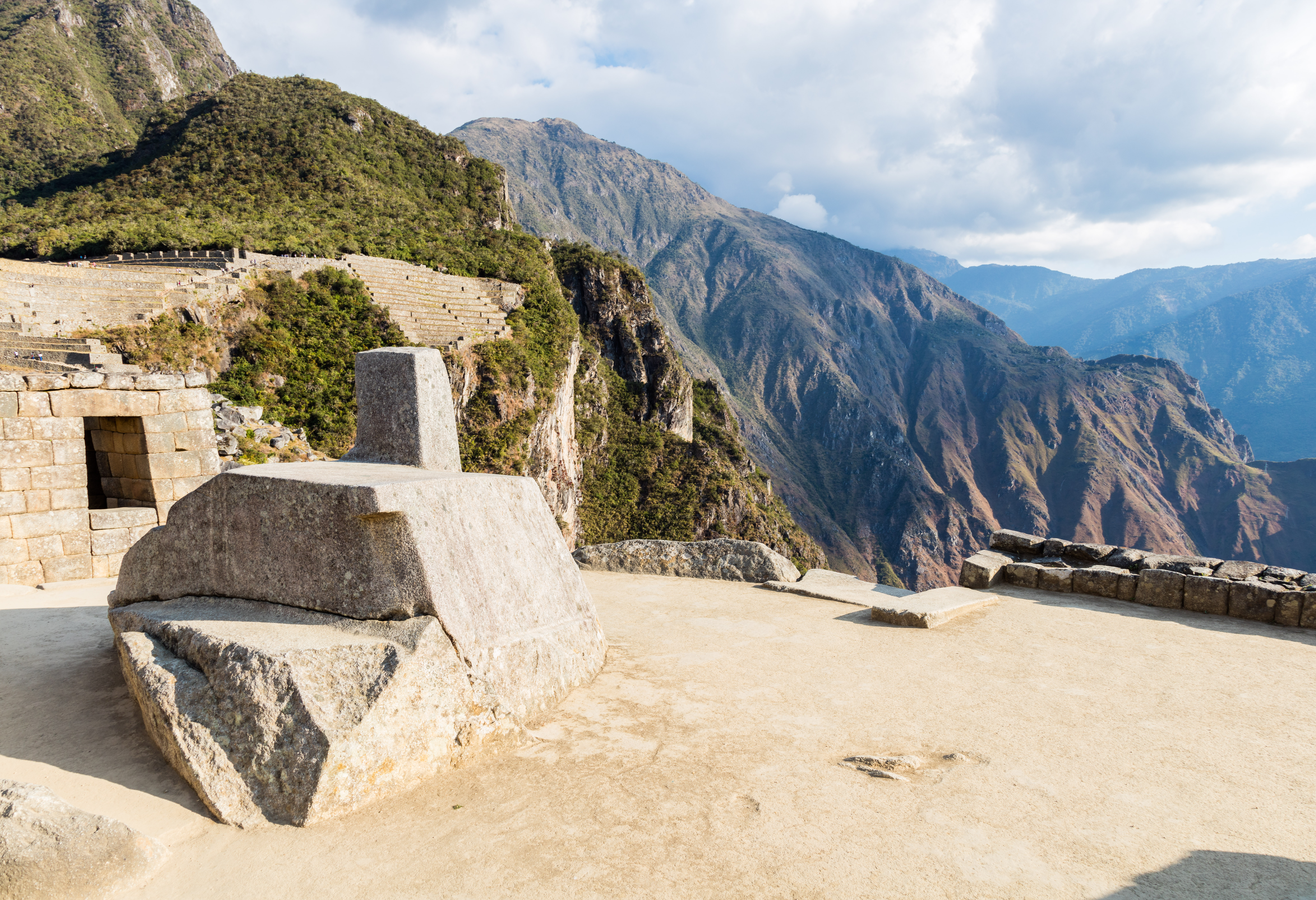
Intihuatana de Machu Picchu

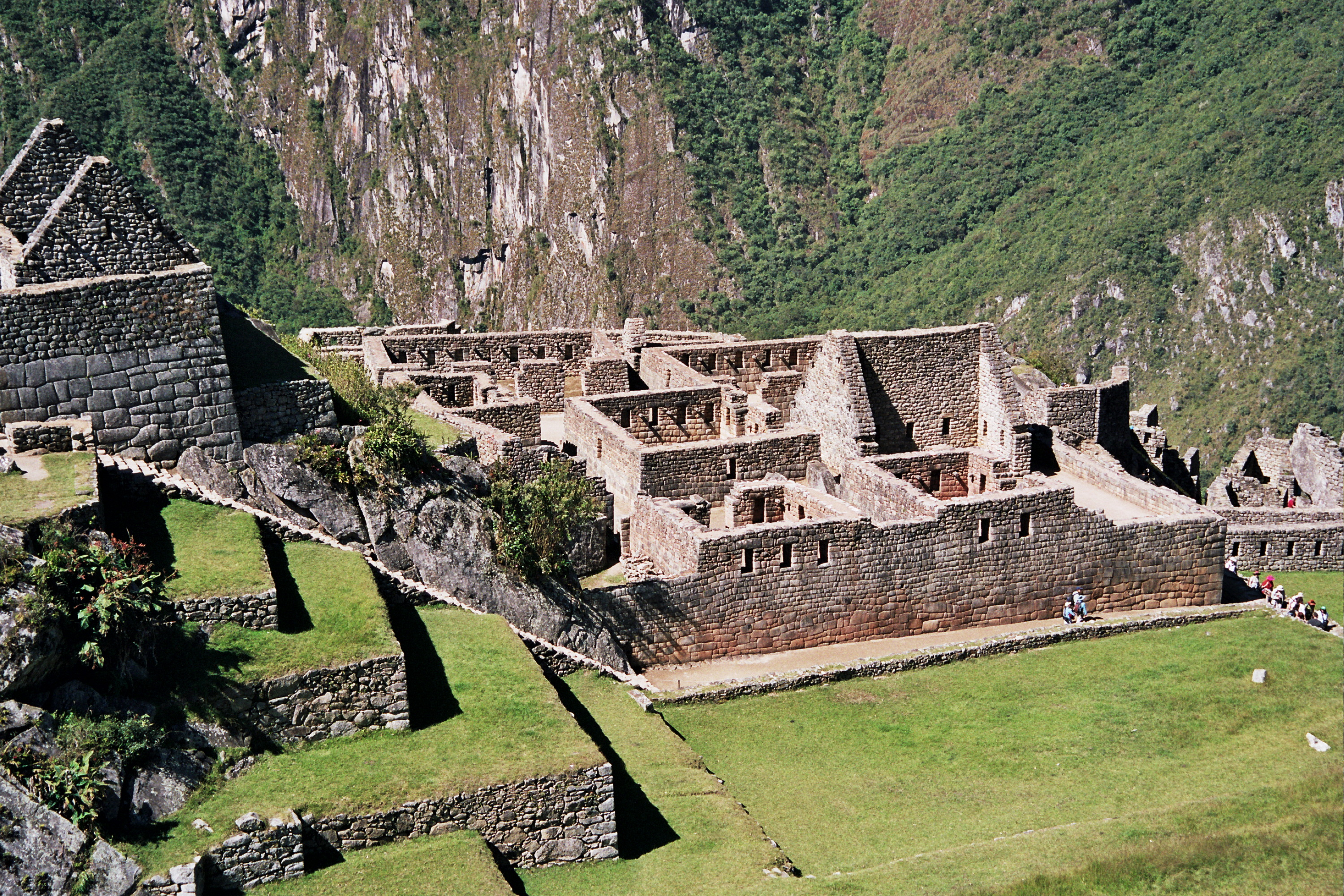
Conjunto de los Morteros o Acllahuasi (Grupo 18) tal como se ve desde el Intihuatana.

El Conjunto 1 incluye estructuras relacionadas con la atención a quienes llegaban a la ciudad por la puerta (un «área vestibular»), establos para camélidos, talleres, cocinas y habitaciones. Todo ello al lado este del camino, en una sucesión de calles paralelas que bajan por la cuesta de la montaña. La construcción más importante, el edificio vestibular, tenía dos pisos y varios accesos. A la mano izquierda del camino de ingreso hay habitaciones de menor rango que estarían relacionadas con el trabajo en las canteras, situadas en las inmediaciones de este sector. Todas las construcciones son de aparejo común y muchas de ellas estaban enlucidas y pintadas.
Templo del Sol
Se accede a él por una portada de doble jamba, que permanecía cerrada (hay restos de un mecanismo de seguridad). La edificación principal es conocida como «Torreón», de bloques con finos labrados. Fue usado para ceremonias relacionadas con el solsticio de junio. Una de sus ventanas muestra huellas de haber tenido ornamentos incrustados que fueron arrancados en algún momento de la historia de Machu Picchu, destruyendo parte de su estructura. Además, hay huellas de un gran incendio en el lugar. El Torreón está construido sobre una gran roca debajo de la cual hay una pequeña cueva que ha sido forrada por completo con mampostería fina. Se cree que fue un mausoleo y que en sus grandes hornacinas reposaban momias. Lumbreras incluso especula que hay indicios para afirmar que pudo ser el mausoleo de Pachacútec y que su momia estuvo hasta poco después de la irrupción española en Cuzco.
Residencia real
De las construcciones destinadas a vivienda esta es la más fina, grande y mejor distribuida de Machu Picchu. Su puerta de acceso da a la primera fuente de la ciudad y, cruzando la «calle» formada por la gran escalinata, al Templo del Sol. Incluye dos habitaciones de grandes dinteles monolíticos y muros de piedra bien labrada. Una de esas habitaciones tiene acceso a un cuarto de servicio con un canal de desagüe. El conjunto incluye un corral para camélidos y una terraza privada con vistas al lado oriental de la ciudad.
Plaza Sagrada
Se le llama así a un conjunto de construcciones dispuestas en torno a un patio cuadrado. Todas las evidencias indican que el lugar estuvo destinado a diferentes rituales. Incluye dos de los mejores edificios de Machu Picchu, que están formados por rocas labradas de gran tamaño: el Templo de las Tres Ventanas, cuyos muros de grandes bloques poligonales fueron ensamblados como un rompecabezas, y el Templo Principal, de bloques más regulares, que se cree que fue el principal recinto ceremonial de la ciudad. Adosada a este último está la llamada «casa del sacerdote» o «cámara de los ornamentos». Hay indicios de que el conjunto general no terminó de construirse.
Pirámide Intihuatana
Se trata de una colina cuyos flancos fueron convertidos en terrazas, tomando la forma de una gran pirámide de base poligonal. Incluye dos largas escaleras de acceso, al norte y al sur, siendo esta última en especial interesante por estar en un largo trecho tallada en una sola roca. En lo alto, rodeada de construcciones de élite, se encuentra la piedra Intihuatana (‘donde se amarra el Sol’), uno de los objetos más estudiados de Machu Picchu, que ha sido relacionado con una serie de lugares considerados sagrados, desde el cual se establecen claros alineamientos entre acontecimientos astronómicos y las montañas circundantes.

#### Sector Hurin
Roca sagrada
Se le llama así a una piedra de cara plana colocada sobre un amplio pedestal. Es un hito que marca el extremo septentrional de la ciudad y es el punto de partida del camino a Huayna Picchu.
Grupo de las tres portadas
Es un amplio conjunto arquitectónico dominado por tres grandes kanchas dispuestas en forma simétrica y comunicadas entre sí. Sus portadas, de idéntica factura, dan a la plaza principal de Machu Picchu. Incluye viviendas y talleres.
Grupo de los morteros o acllahuasi
Es el más grande conjunto de la ciudad, a pesar de lo cual tuvo una sola puerta de ingreso, algo que podría sugerir que se tratara del Acllahuasi (o ‘casa de mujeres escogidas’) de Machu Picchu, dedicadas al servicio religioso y a la artesanía fina. Incluye una famosa habitación de piedra bien labrada en cuyo piso se encuentran dos afloramientos rocosos tallados en forma de morteros circulares, se supone que para moler granos. Algunos autores piensan que se llenaban con agua y en ellos se reflejaban los astros. El conjunto incluye evidencias de un uso ritual; hay altares e incluso una cancha construida alrededor de una gran roca. Parte de sus ambientes evidencian haber sido residencias de élite.
Grupo del cóndor
Es un amplio conjunto de construcciones, de trazo no siempre regular, que aprovecha los contornos de las rocas. Incluye algunas cuevas con evidencias de uso ritual y una gran piedra tallada en el centro de un amplio patio en la que muchos creen ver la representación de un cóndor. Al sur del «cóndor» se encuentran viviendas de élite, que tuvieron el único acceso privado a una de las fuentes de Machu Picchu. Entre las viviendas y el patio del cóndor se han identificado claros restos de construcciones dedicadas a criar cuyes (Cavia porcellus).
Escalinata de las fuentes
Es un conjunto formado por una gran escalera junto a la cual corre un sistema de 16 caídas artificiales de agua, la mayoría tiene un cuidadoso tallado en bloques poligonales, rodeada de canaletas labradas en la roca. El agua proviene de un manantial en las alturas del cerro Machu Picchu que fue canalizado en tiempos del Imperio. Un sistema adicional en lo alto de la montaña recoge filtraciones de la lluvia de la montaña y las deriva al canal principal.

### Zona de las canteras
En la parte superior, justo después de ingresar por la calle principal, se encuentran seis ambientes, comunicados mediante una escalera. Se trata de construcciones rústicas que seguro sirvieron como vivienda a los guardianes de la puerta principal, así como a los canteros, talladores y labradores de piedra, pues la cantera está muy cerca de este agrupamiento.
En excavaciones arqueológicas realizadas se han encontrado ollas, platos, aríbalos para agua, pocillos, un molino de piedra y tierra quemada; por estos se deduce que se cocinaba para gran cantidad de personas y se preparaba chicha (excavaciones de Julinho Zapara). También en relación con esta zona se encontraron cantidad de herramientas y piedras muy duras.
Esta zona de canteras muestra diversidad de rocas talladas o semi talladas, con cortes para la construcción, entre las que destacan canales, entrantes y salientes, rocas a medio cortar y rampas para movilizar las mismas. Los recintos de esta área están relacionados con los proveedores de material de construcción para las diferentes zonas o agrupamientos de la ciudad.
Toda el área original donde se asentó Machu Picchu era una gran cantera que los geólogos llaman «el caos de granito». Las rocas, que fueron transformadas en poliedros líticos y transportados a obra, son de diferentes calidades. Allí recibían el acabado y el tallado final. El pulido se realizaría después de estar colocadas en el paramento; por ejemplo, en el templo de los animales.
Como detalle curioso, cabe indicar que hay una piedra con hendiduras o rajaduras hechas para extraer piedras nuevas durante algunas de las restauraciones. Algunos guías mal informados suelen mostrarla, afirmando que se colocaban troncos húmedos en las ranuras que, al expandirse, producían la fractura. Tal explicación solo es posible en la imaginación.
Entre 2017 y 2019, las investigaciones realizadas por la Misión Italiana del CNR, dirigida por Nicola Masini, revelaron la presencia de una gran cantera debajo de la plaza Principal, que se utilizó para reconstruir las primeras estructuras arquitectónicas. La cantera fue objeto de obras de drenaje y al fin se cubrió en dos fases, una de las cuales fue una plaza hundida, hasta la plaza actual.

## Aspectos constructivos

### Ingeniería hidráulica y de suelos
Una ciudad de piedra construida en lo alto de un «istmo» entre dos montañas y entre dos fallas geológicas, en una región sometida a constantes terremotos y, sobre todo, a copiosas lluvias todo el año supone un reto para cualquier constructor: evitar que todo el complejo se desmorone. Según Alfredo Valencia y Keneth Wright «el secreto de la longevidad de Machu Picchu es su sistema de drenaje». En efecto, el suelo de sus áreas no techadas está provisto de un sistema de drenaje que consiste en capas de grava (piedras trituradas) y rocas para evitar el empozamiento del agua de lluvias. 129 canales de drenaje se extienden por toda el área urbana, diseñados para evitar salpicaduras y erosión, desembocando en su mayor parte en el «foso» que separa el área urbana de la agrícola, que era en realidad el desagüe principal de la ciudad. Se calcula que el sesenta por ciento del esfuerzo constructivo de Machu Picchu estuvo en hacer las cimentaciones sobre terrazas rellenadas con cascajo para un buen drenaje de las aguas sobrantes.

### Orientación de las construcciones
Existe sólida evidencia de que los constructores tuvieron en cuenta criterios astronómicos y rituales para la construcción, de acuerdo con los estudios de Dearborn, White, Thomson y Reinhard, entre otros. En efecto, la alineación de algunos edificios importantes coincide con el azimuth solar durante los solsticios de manera constante y por ende nada casual, con los puntos de orto y ocaso del sol en determinadas épocas del año y con las cumbres de las montañas circundantes.

### Arquitectura
Materiales

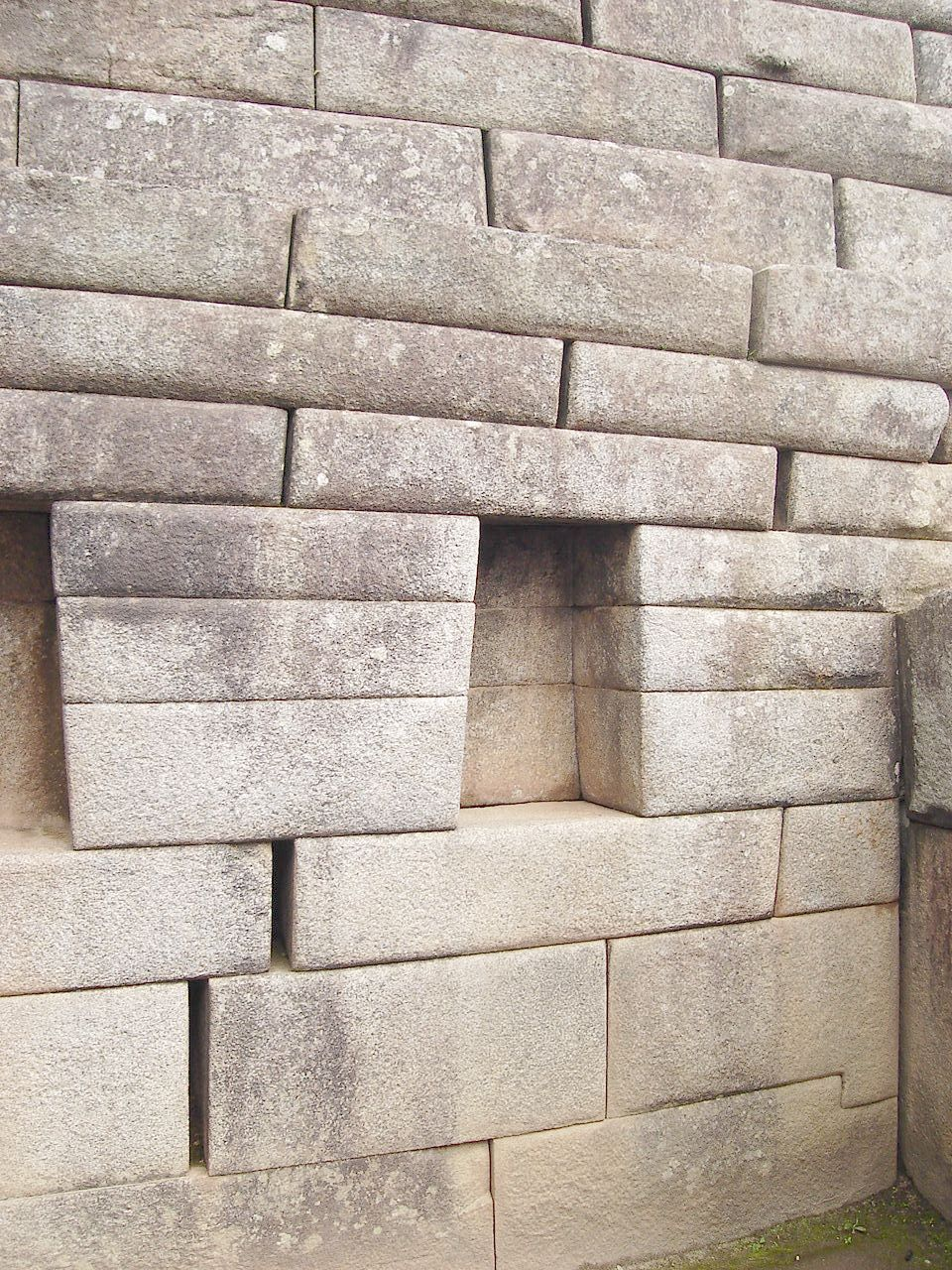
Aparejo fino de la Cámara de los Ornamentos, en el recinto adosado al Templo Principal.

- Todas las construcciones conservadas son de granito color blancuzco, compuesto en un 60 % por feldespato, un 30 % de cuarzo y un 10 % de mica.[103] Todo el material procedía de las canteras ubicadas en los contornos del complejo incaico.
- La roca tiene entre 6 y 7 grados de dureza en la escala de Mohs. En el Imperio esta fue trabajada con barretas y otras herramientas de bronce (no se usaban herramientas de hierro en el antiguo Perú) y percutores de rocas más duras. Las rocas fueron alisadas por abrasión con arena.[104]

Morfología
- Casi todos los edificios son de planta rectangular. Los hay de una, dos y hasta ocho puertas, normalmente en uno solo de los lados largos del rectángulo. Existen pocas construcciones de planta curva y circulares.
- Son frecuentes las construcciones llamadas huayranas. Estas tienen solo tres muros. En estos casos, en el espacio del «muro faltante» aparece a veces una columnata de piedra para sostener una viga de madera que servía de soporte al techo. También existen huayranas dobles, dos huayranas unidas por un muro medianero, a las que se llama masmas.
- Las construcciones habitualmente siguen el esquema de las kanchas; es decir, cuatro construcciones rectangulares dispuestas en torno a un patio central unidas por un eje de simetría transversal.[105] A este patio dan todas las puertas.

Muros
El aparejo de los muros de piedra era básicamente de dos tipos.
- De piedra corriente unida con mortero de barro y otras sustancias. Hay evidencias de que estas construcciones, que son mayoría en Machu Picchu, estuvieron enlucidas con una capa de arcilla y pintadas (en colores amarillo y rojo por lo menos),[106][107] aunque la temprana desintegración de los techos las hizo vulnerables a la permanente lluvia de la zona y por lo tanto no se han conservado.

- De piedra con fino labrado en las construcciones de élite. Son bloques de granito, sin enlucido y con perfectos tallados en forma de prismas rectangulares (paralelepípedos, como los ladrillos) o poligonales. Sus caras exteriores podían ser almohadilladas, es decir protuberantes, o bien lisas. En estos casos la unión de los bloques parece perfecta y ha hecho suponer que no tiene ningún tipo de mortero; pero de hecho sí lo tiene: es una fina capa de material aglutinante que se encuentra entre piedra y piedra, aunque es invisible por fuera.[108] El esfuerzo de estas realizaciones en una sociedad sin herramientas de hierro (solo conocían el bronce, mucho más blando) es notable.

Coberturas
No se ha conservado ninguna techumbre original, pero hay consenso en afirmar que la mayoría de las construcciones tenían techo a dos o cuatro aguas; hubo incluso un techo cónico sobre el «torreón», y estaba formada por un armazón de troncos de aliso (Alnus acuminata) amarrado y cubierto por capas de ichu (Stipa ichu). La fragilidad de este tipo de paja y la copiosidad de las lluvias en la región hizo necesario que estas techumbres tuvieran grandes inclinaciones de hasta 63.º Así, la altura de los techos duplicaba muchas veces la altura del resto del edificio.
Portadas, ventanas y hornacinas
- Como es clásico en la arquitectura incaica, la mayoría de las portadas, ventanas y hornacinas (llamadas falsas ventanas, nichos o alacenas) tienen forma trapezoidal, más ancha en la base que en el dintel. Los dinteles podían ser de madera o de piedra (a menudo de un solo gran bloque). Las portadas de los recintos más importantes eran de doble jamba y en algunos casos incluían un mecanismo de cierre interior.

- Las paredes interiores de buena parte de las construcciones tienen hornacinas en forma trapezoidal, junto a las ventanas. Bloques cilíndricos o rectangulares sobresalen a menudo de los muros como grandes percheros, dispuestos en forma simétrica con las hornacinas o nichos y las ventanas, cuando las hay.

## Alrededores y caminos incaicos

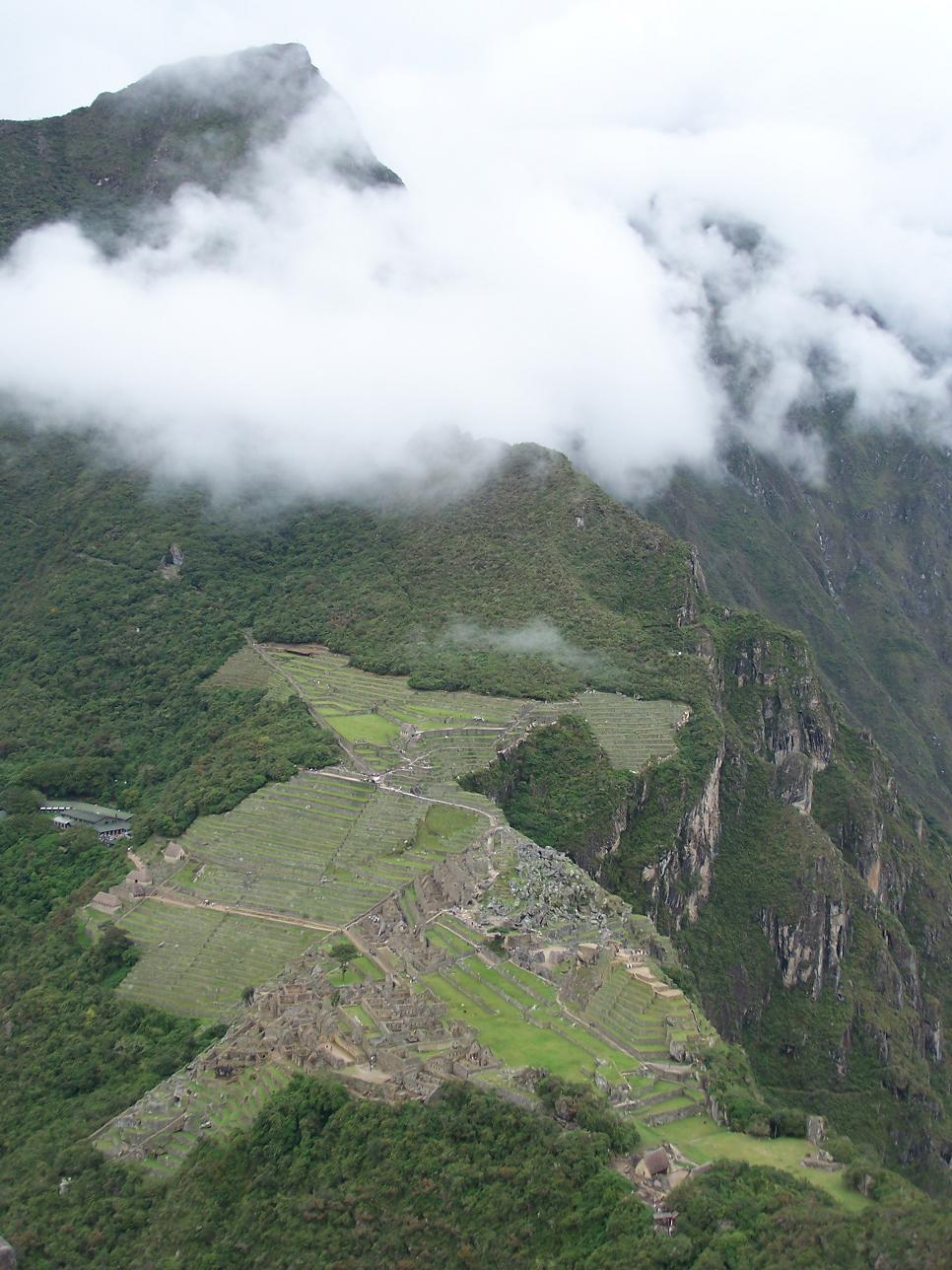
Vista de las ruinas de Machu Picchu tomada desde el Huayna Picchu.

Machu Picchu, como parte integrante de una región de gran movimiento económico en tiempos de Pachacútec, estaba integrado a la red de caminos incaicos del Imperio. Usando estas vías se puede, hasta hoy, acceder a otros complejos incaicos cercanos que revisten gran interés. Al norte, por las bifurcaciones del camino de Huayna Picchu se puede llegar al llamado Templo de la Luna o a la cima de la montaña donde existen construcciones incaicas. Al oeste está el camino que lleva a Intipata y pasa por el famoso puente levadizo. Otro camino, por el que ascendió Agustín Lizárraga, lleva hasta el río y a San Miguel.[cita requerida]
Al sur, sin embargo, se encuentra la ruta más conocida y la principal de todas, que es la ruta de senderismo más popular del Perú. El camino inca a Machu Picchu es un recorrido de entre tres y cuatro días que atraviesa lo que, a fines del siglo XV, fue la principal ruta de acceso a Machu Picchu, que empezaba en el complejo de Llactapata y pasaba por los centros ceremoniales de Sayacmarca, Phuyupatamarca y Huiñay Huayna, para terminar en el tambo de Intipunku, la «garita» de ingreso a los dominios de Machu Picchu y punto final del recorrido.[cita requerida]

## Miscelánea
- Hiram Bingham se llevó 5000 piezas arqueológicas a la Universidad de Yale, producto de las excavaciones en Machu Picchu. Durante mucho tiempo fueron reclamadas por el gobierno peruano hasta que en el 2007 se llegó a un acuerdo. Se esperaba su devolución a finales del 2009,[111] sin embargo, esta no se dio. La Universidad de Yale confirmó la devolución de las piezas en el 2011, al conmemorarse el centenario del redescubrimiento de Machu Picchu por Bingham.
- En mayo de 2005, la antigua ciudad jordana de Petra se «hermana» con la de Machu Picchu.[112]
- Gloria Estefan grabó en esta llacta incaica el videoclip de su canción "Hoy" compuesta por el peruano Gian Marco.[113]
- El grupo musical chileno Los Jaivas inmortaliza el poema de Pablo Neruda Alturas de Machu Picchu filmando un clip de las canciones del álbum homónimo en Machu Picchu en el año 1980.[114] Este disco es considerado uno de los mejores álbumes de la música chilena.
- En un cómic de Supermán, aparece Machu Picchu, en una escena donde Supermán se encuentra reflexionando, luego se inicia una batalla, donde una de las paredes queda destruida.[115]
- Es común que se divulgue entre los turistas que «si se mira de costado se puede apreciar la cara de un hombre» (muchas veces referido como un inca).
- Machu Picchu le da su nombre a la base peruana de investigación científica ubicada en la isla Rey Jorge, en la Antártida.
- En 1971, Werner Herzog rueda en Machu Picchu la espectacular escena de arranque de su largometraje Aguirre, la cólera de Dios.
- En el verano del 2009 se filmó en la ciudadela alguna de las secuencias míticas del documental Quantum Men, dirigida por Carlos Serrano Azcona, protagonizada por Cristóbal Jodorowsky.
- En Top Gear (videojuego) y Top Gear 2 de la consola SNES, uno de los circuitos es Machu Picchu en el Nivel South America (Sudamérica).

### Nueva maravilla del mundo
El 7 de julio de 2007, Machu Picchu resultó elegida como una de las nuevas siete maravillas del mundo moderno, una iniciativa privada de New Open World Corporation (NOWC), creada por el suizo Bernard Weber, no necesitando el aval de ninguna institución o gobierno para proseguir con sus fines electorales y permitir seleccionar las maravillas clasificadas por la votación de más de cien millones de electores. Esta votación fue apoyada por el gobierno de Alan García Pérez, a través del Ministerio de Relaciones Exteriores y el del sector Turismo; esta difusión tuvo sus frutos en una gran participación del pueblo peruano en su conjunto y también en el ámbito internacional. Al conocerse los resultados, el presidente Alan García declaró por decreto supremo, el 7 de julio como "Día del Santuario histórico de Machu Picchu", para recordar la importancia del santuario para el mundo, reconocer la participación del pueblo peruano en la votación y promover el turismo.
Las Nuevas siete maravillas del mundo moderno se eligieron por votación popular bajo criterios estéticos, económicos, turísticos y recreativos más que por su importancia histórica o su mérito artístico, por lo que no cuentan con el respaldo de instituciones como UNESCO. No obstante, la distinción cuenta con gran eco, lo que deriva en un importante reclamo suplementario para la captación de turismo. De hecho, Machu Picchu constituye hoy en día el principal destino turístico del Perú con 600 000 visitantes/año (según MINCETUR) y uno de los más deseados por los viajeros de todo el mundo.
En 2023, la placa y el pergamino que lo reconocen fueron desaparecidos.
Cine
- La película de Paramount Pictures Secret of the Incas (1955), con Charlton Heston e Yma Súmac, fue filmada en localizaciones en Cusco y Machu Picchu, la primera vez que un importante estudio de Hollywood filmó en el lugar. Quinientos indígenas fueron contratados como extras en la película.
- La secuencia de apertura de la película Aguirre, la ira de Dios (1972) se rodó en el área de Machu Picchu y en la escalinata de piedra de Huayna Picchu.
- Machu Picchu fue destacado en la película Diarios de motocicleta (2004), una película biográfica basada en las memorias de viaje juveniles de 1952 del marxista revolucionario Che Guevara.
- El documental televisivo de NOVA Fantasmas de Machu Picchu presenta un elaborado documental sobre los misterios de Machu Picchu.
- La artista multimedia contemporánea Kimsooja usó Macchu Picchu como escenario principal para el primer episodio de su serie de películas Thread Routes, filmada en 2010.
- En 2019, la película Godzilla: King of the Monsters menciona a la ciudadela de Machu Picchu, como una de las ubicaciones donde permanece oculto el Titán Quetzalcóatl.
- En su séptimo lanzamiento, "Transformers: el despertar de las bestias"[124] (2023) llevó a los Autobots a Machupicchu y más lugares sagrados de Cusco.

### Teatro
- «El sueño del Machupikchu», de Millán Picouto, tercera tragedia, en un acto y en verso, de la «Trilogía Incaica», incluida en el volumen de sus obras completas El macrocosmos, Ediciones Linteo, 2021. ISBN 978-84-123801-0-1

Música
La canción «Kilimanjaro», de la película sur de la India Tamil Enthiran (2010), fue filmada en Machu Picchu. La sanción por el rodaje se otorgó solo después de la intervención directa del gobierno indio.

## Galería

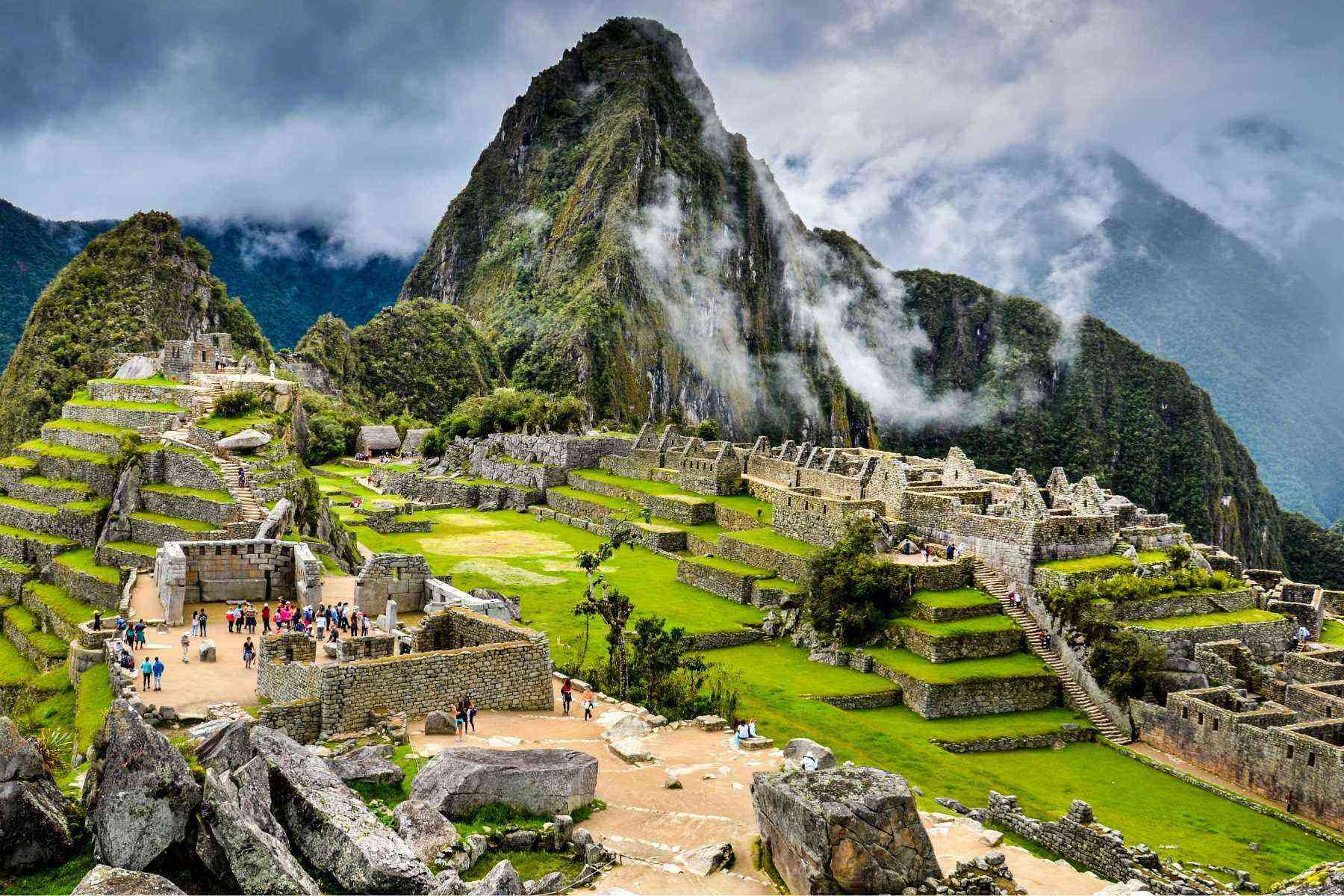
Vista general.
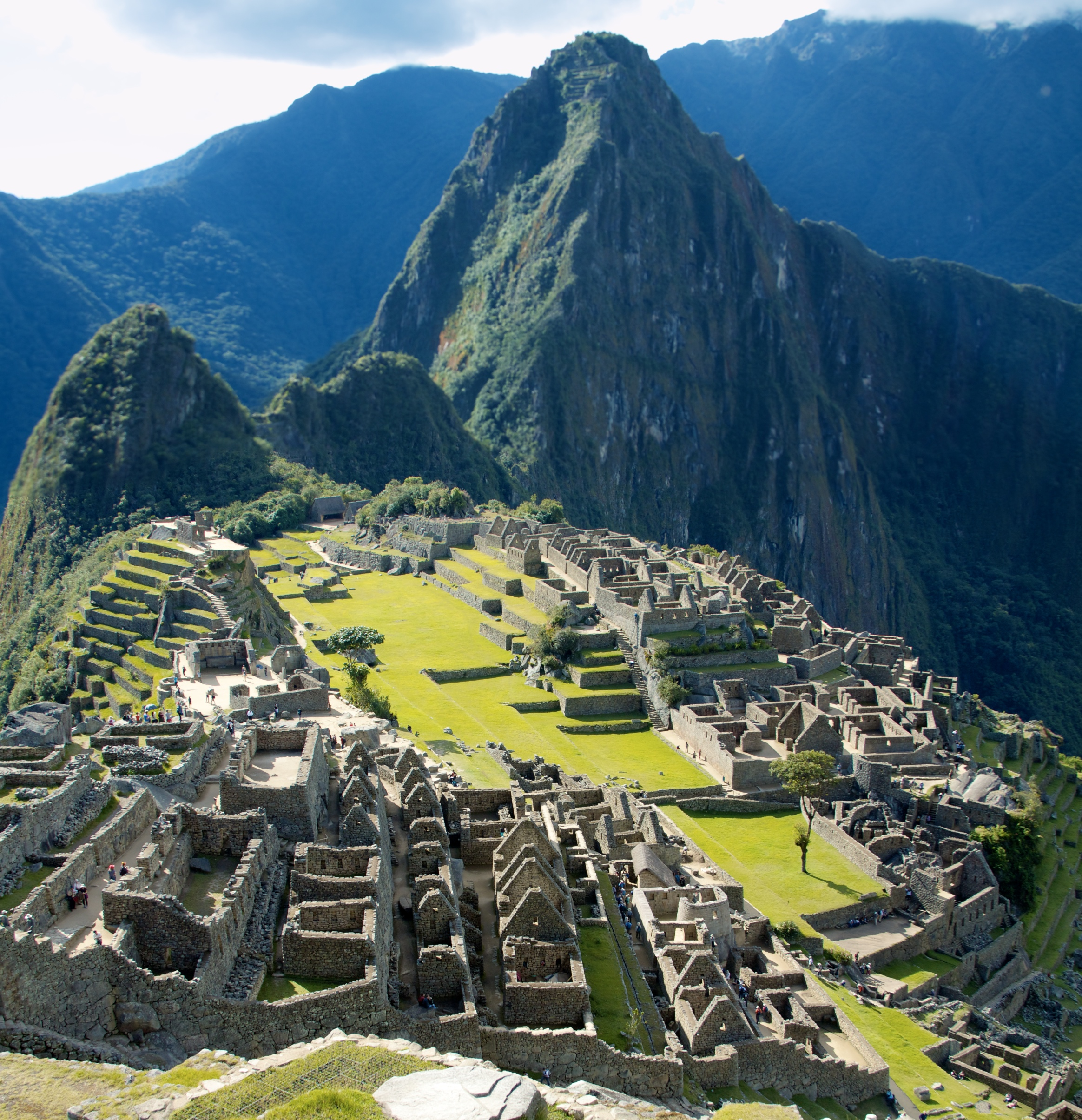
Vista general superior.
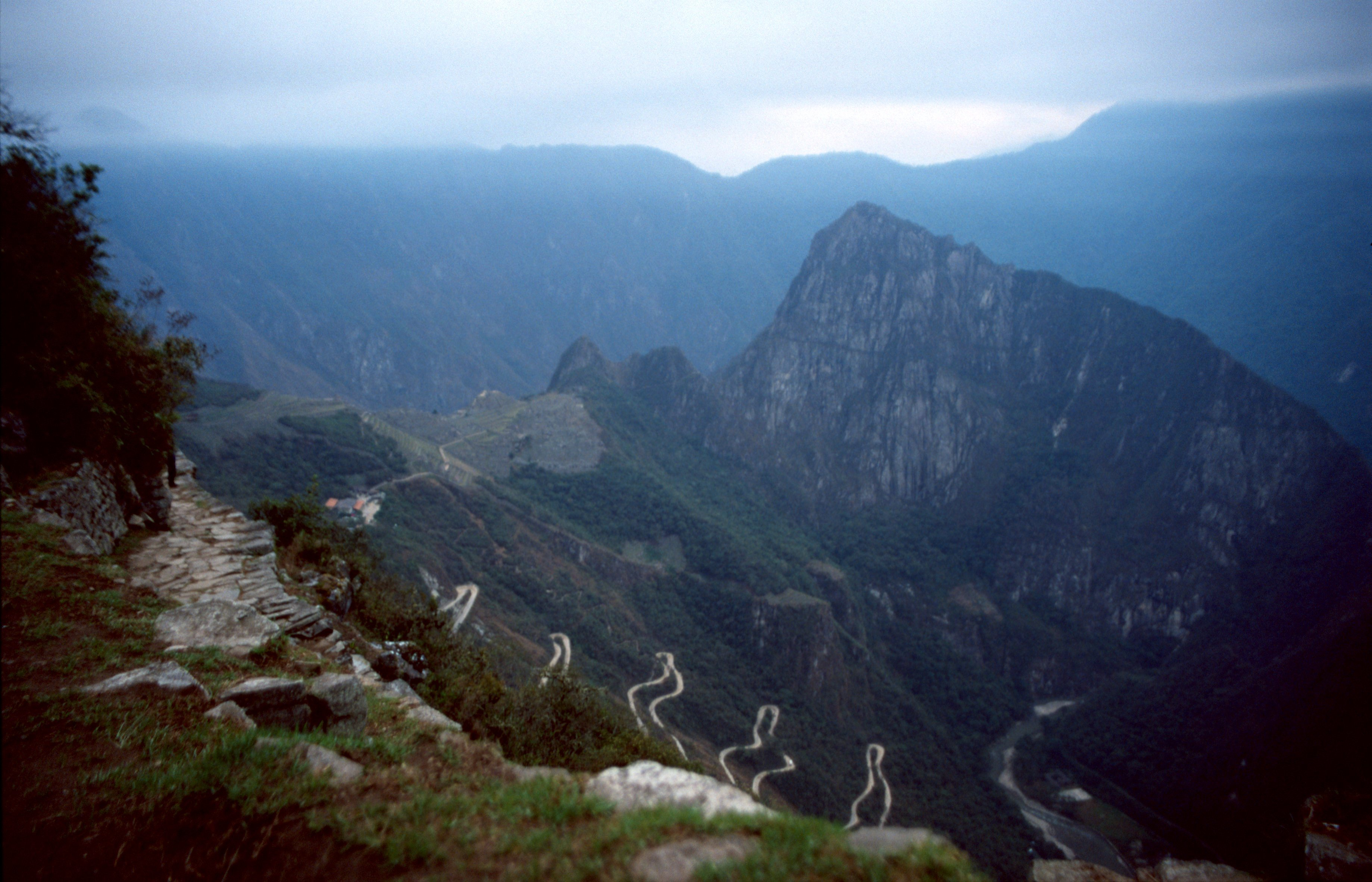
Amanecer desde Inti Punku, en el tramo final del camino incaico del sur de la ciudad.
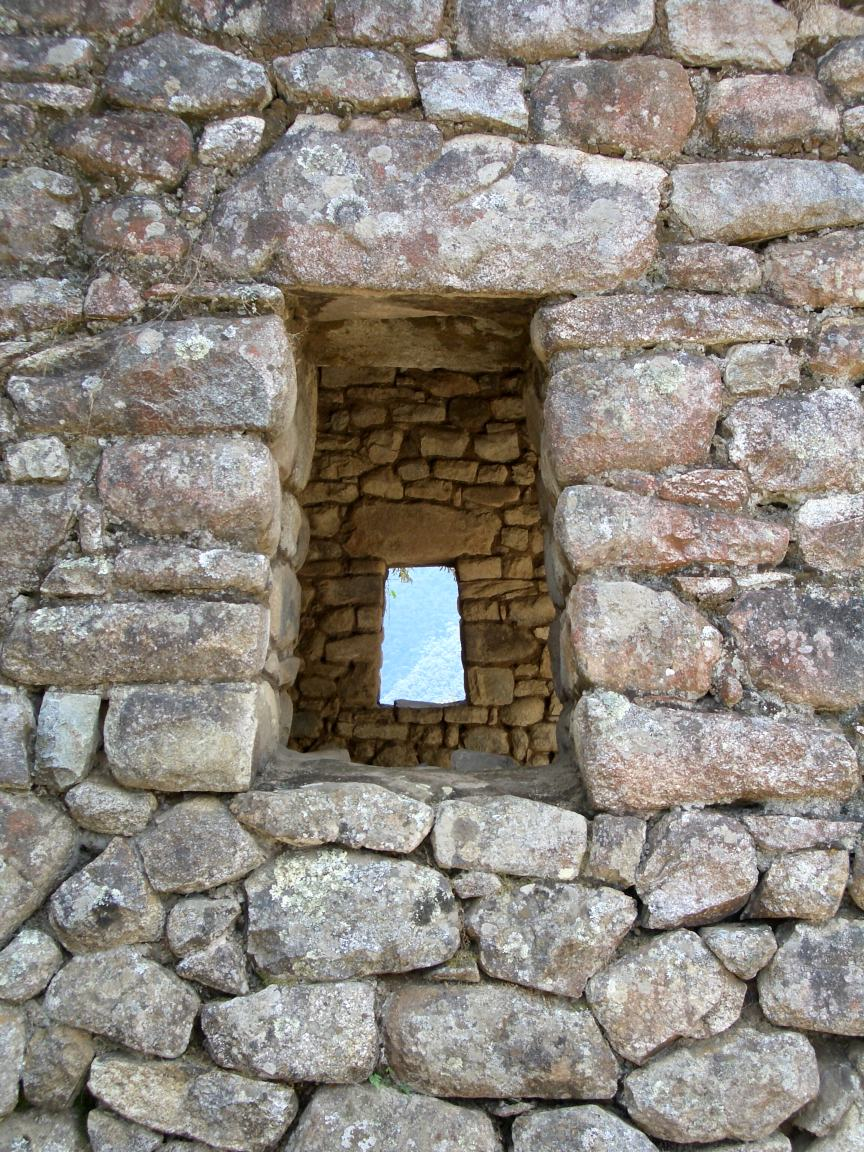
Detalle de una ventana trapezoide, posiblemente enlucida y pintada.
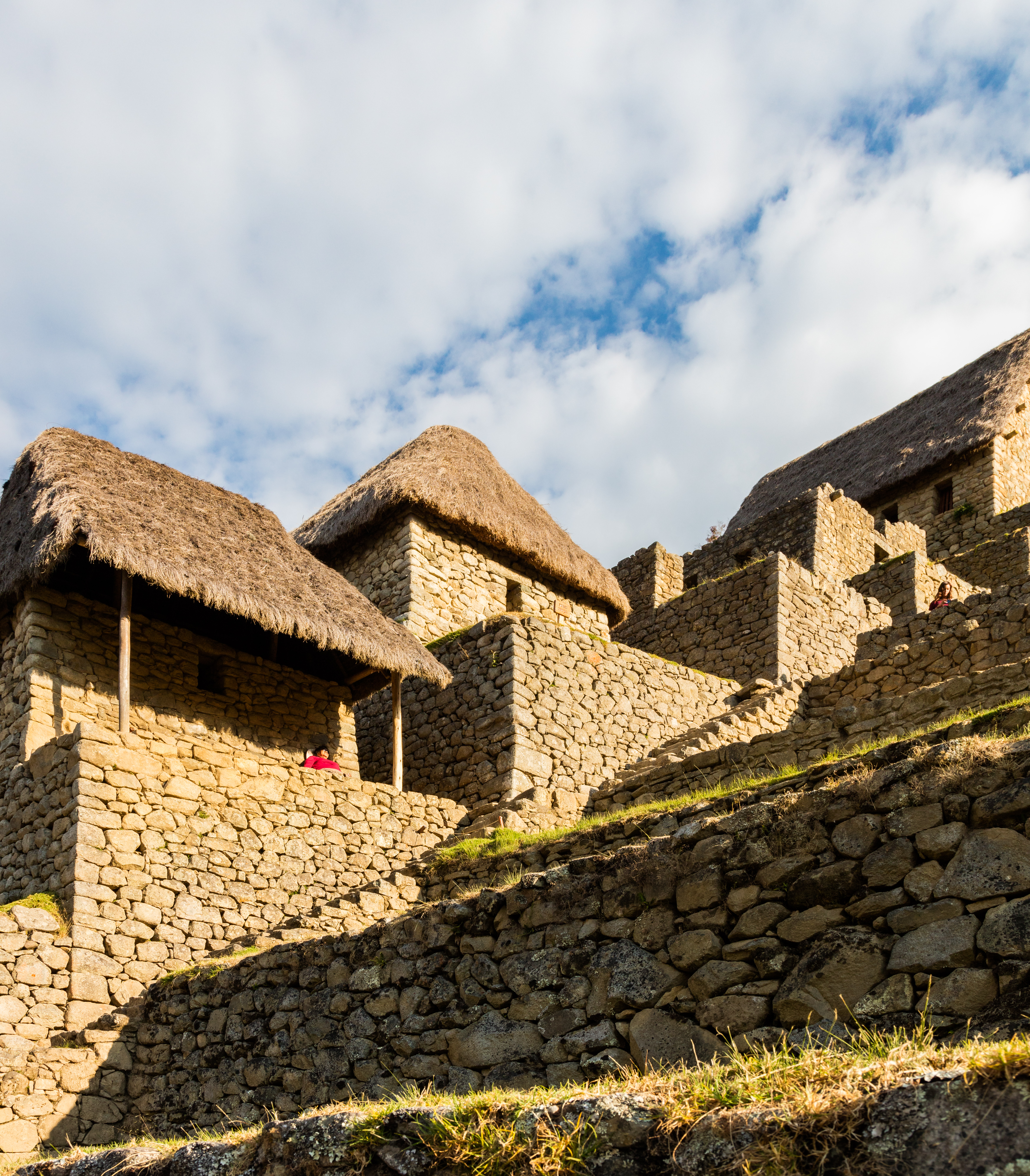
Colcas o depósitos sobre los andenes del sector agrícola.
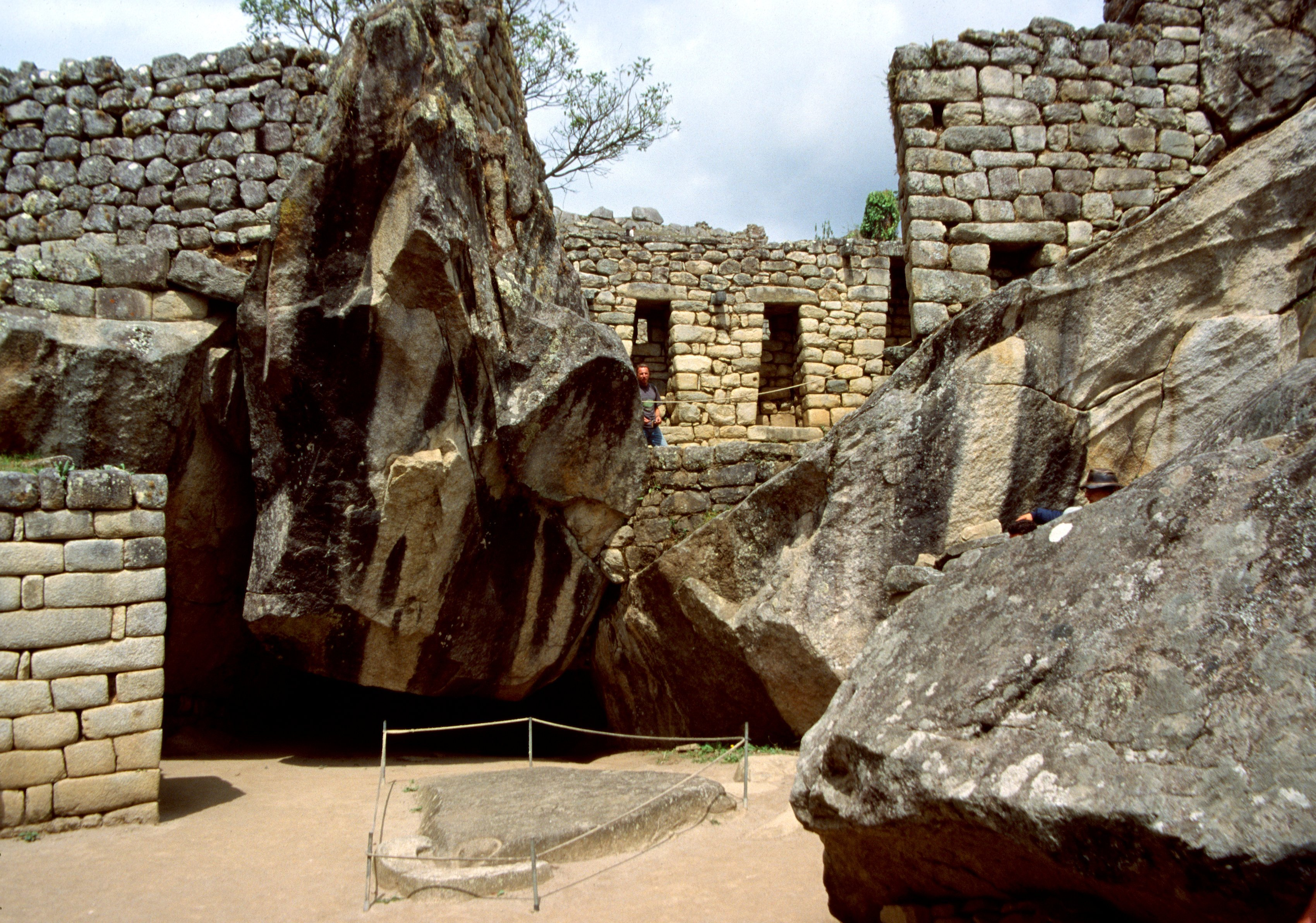
La llamada piedra del Cóndor en el conjunto 17.
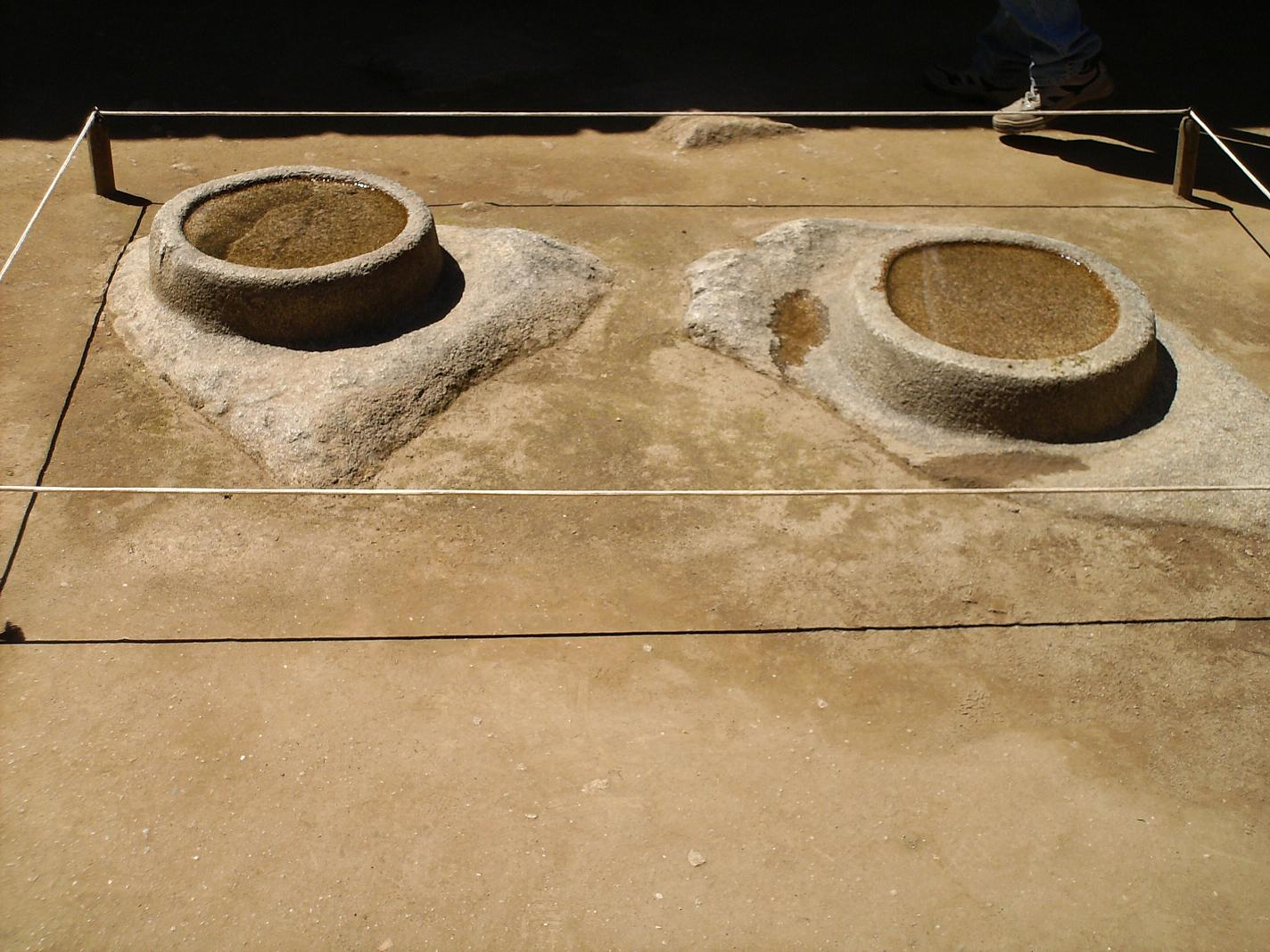
Meteorología inca.
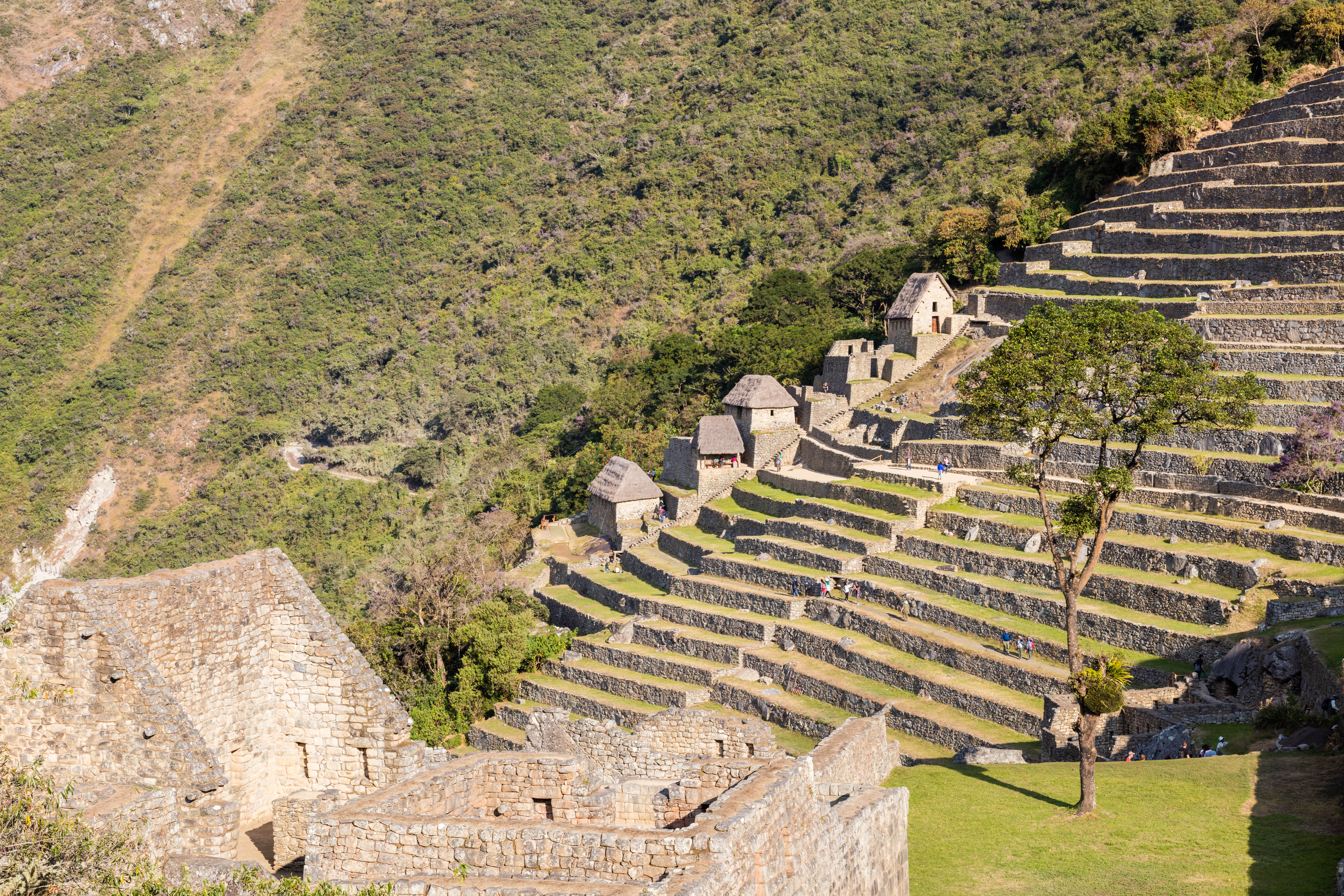
Terrazas.
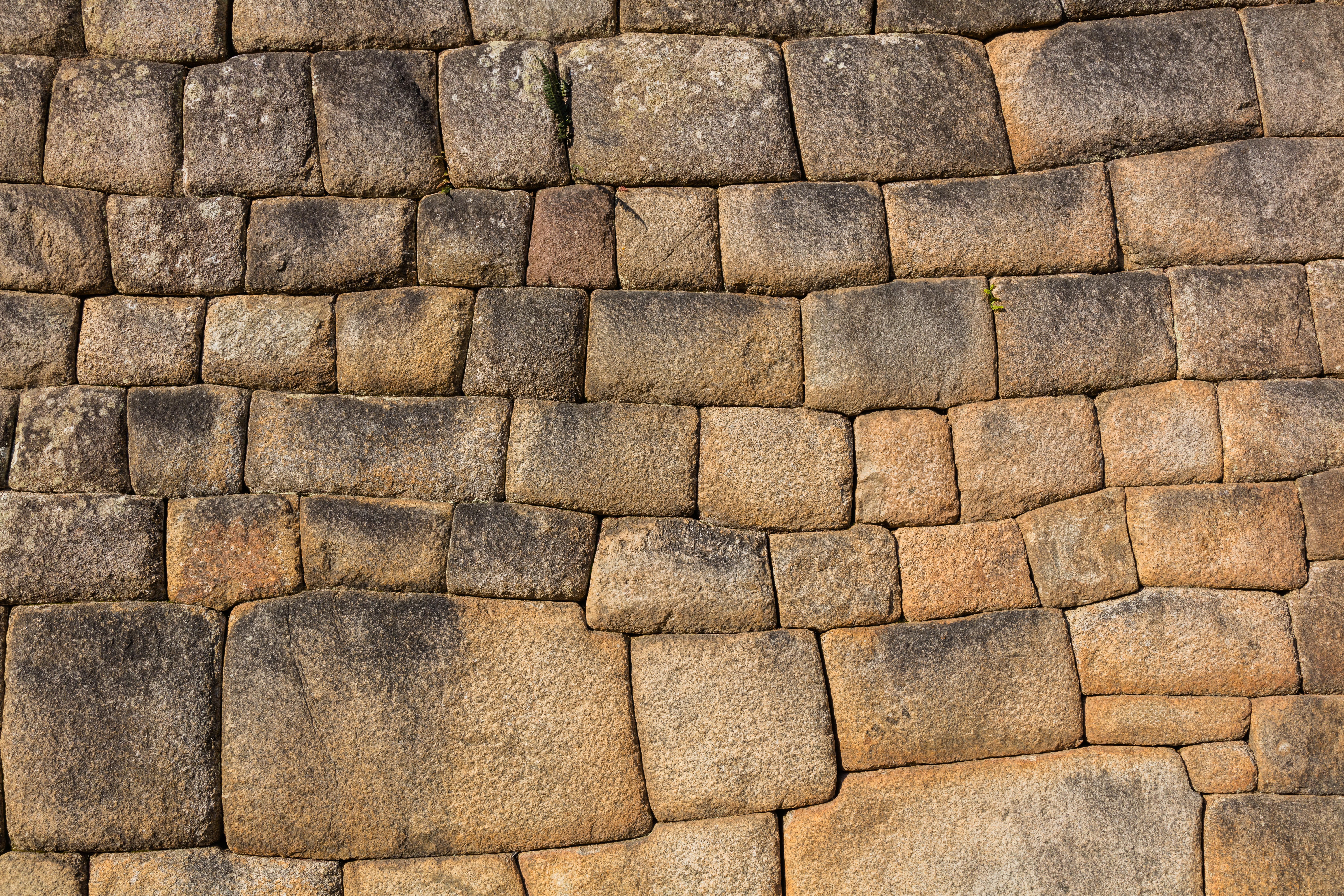
Detalle del aparejo de los muros.
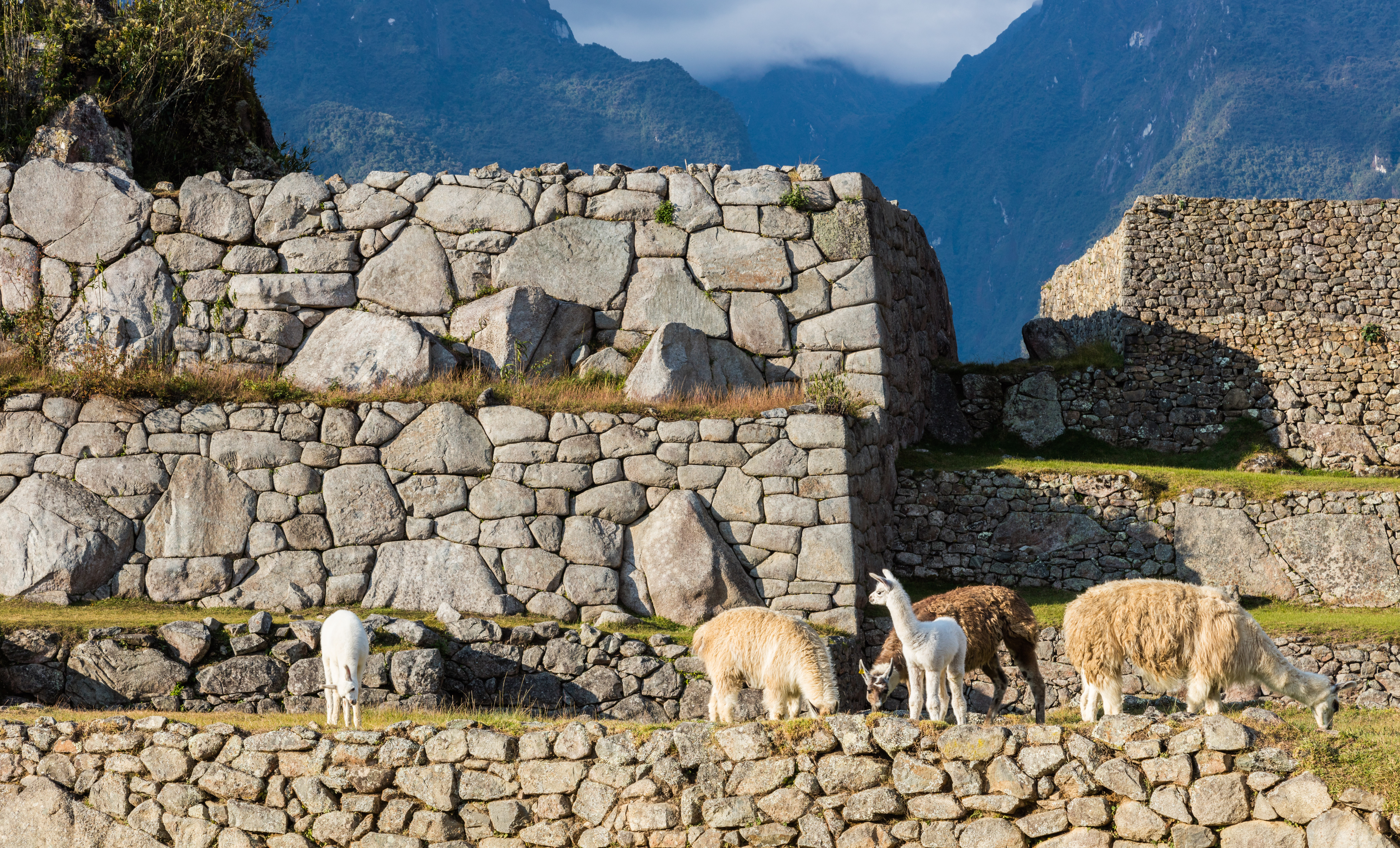
Llamas en Machu Picchu.
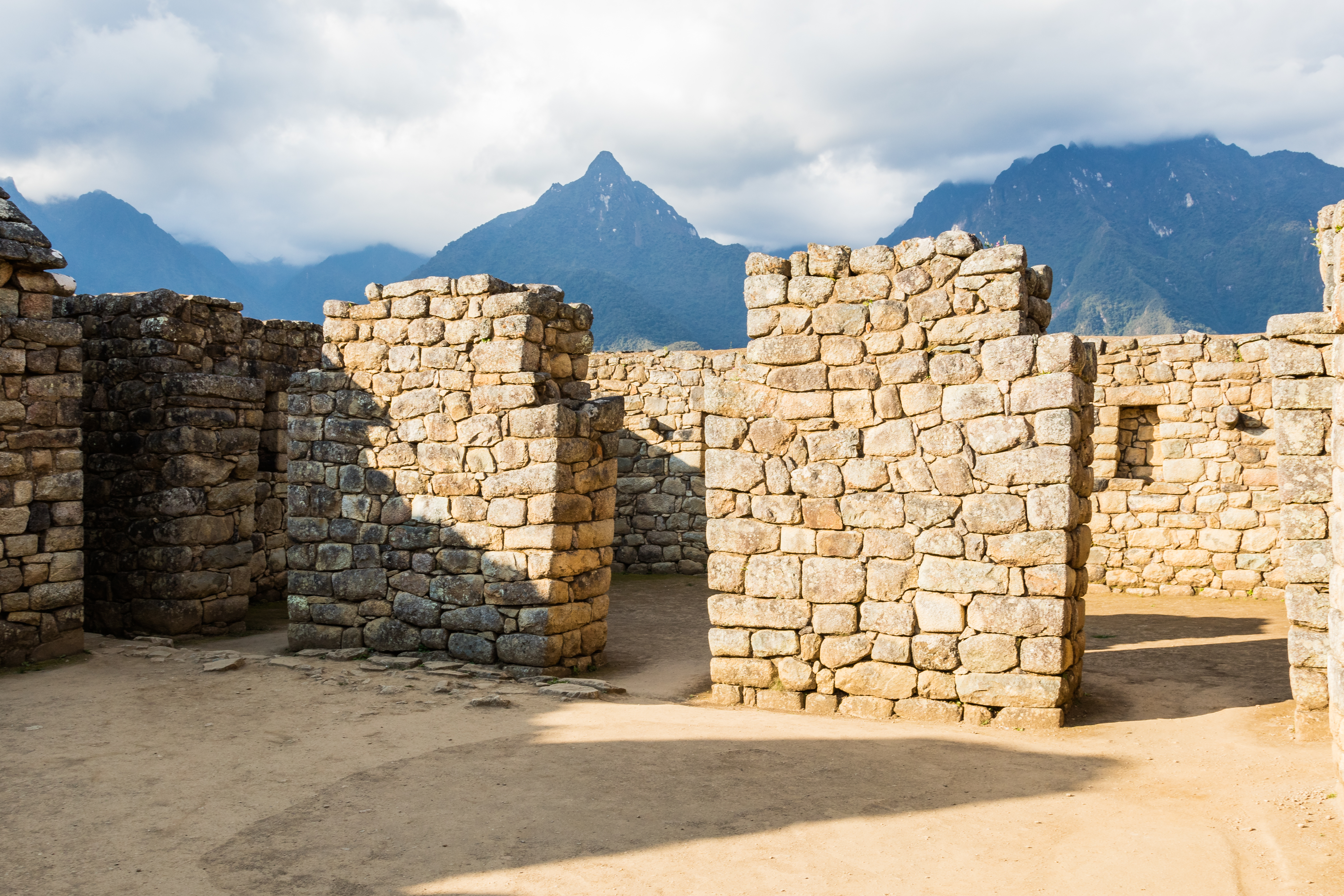
Zona residencial.
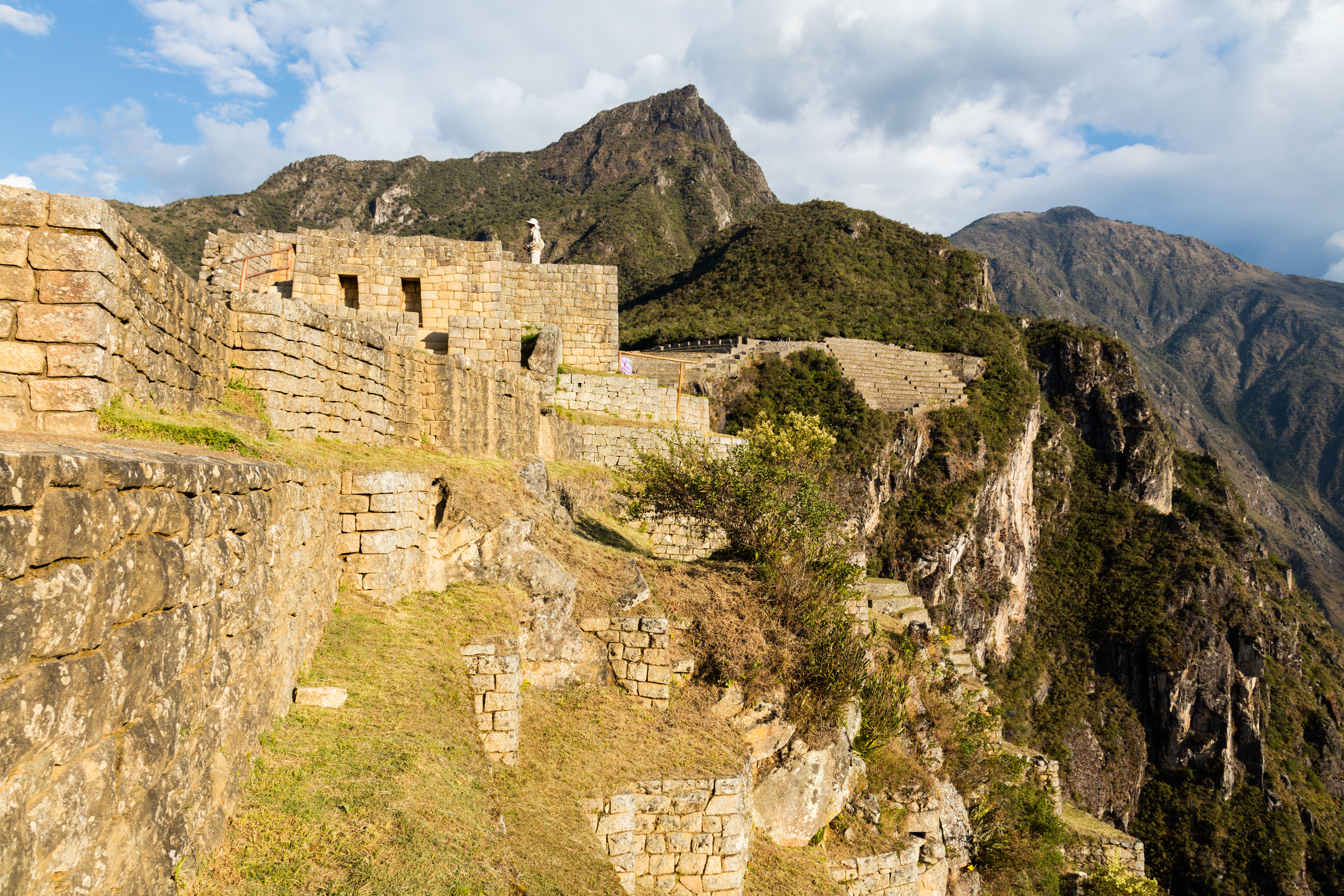
Acantilado.
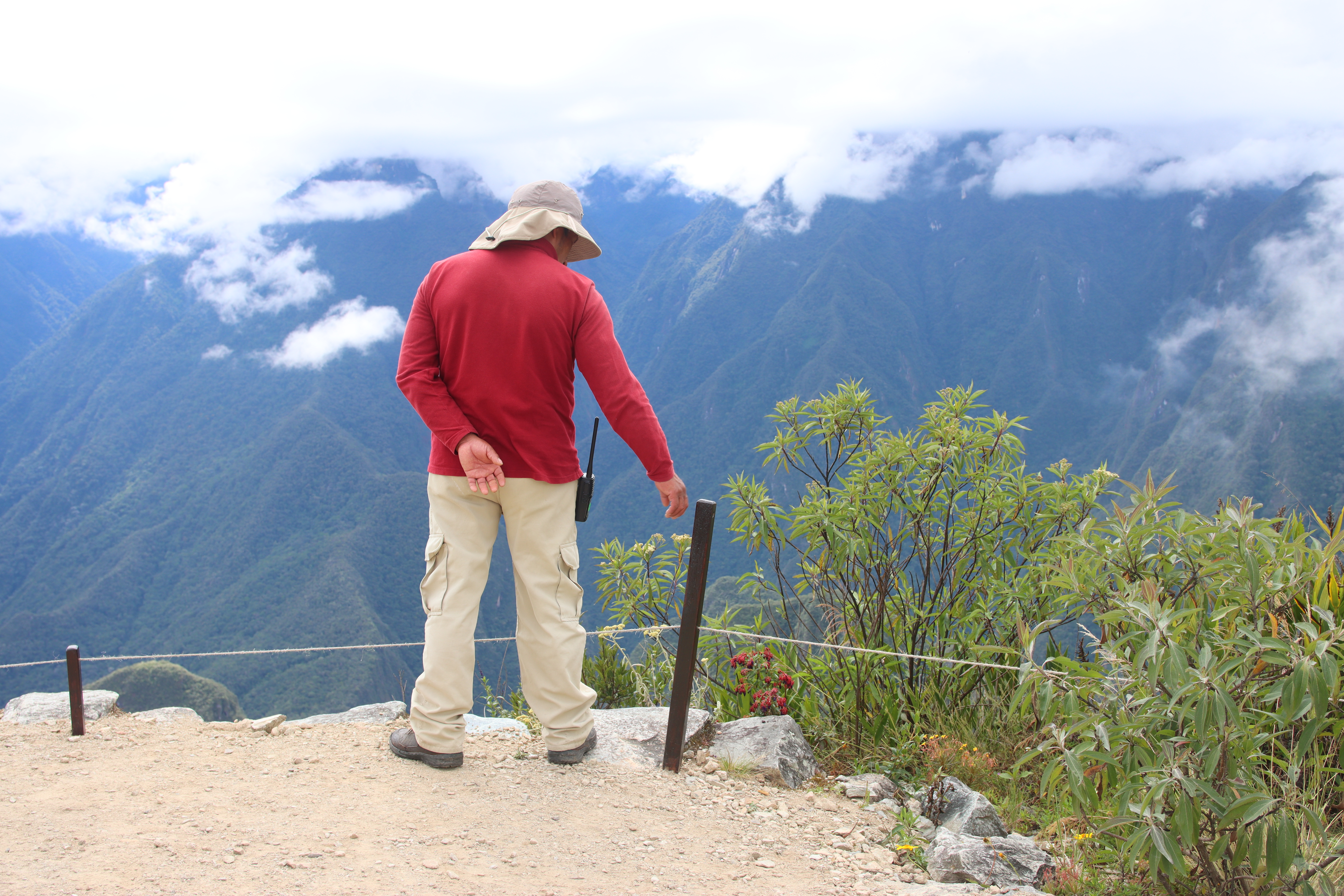
Vigilante de seguridad.

### Vistas panorámicas

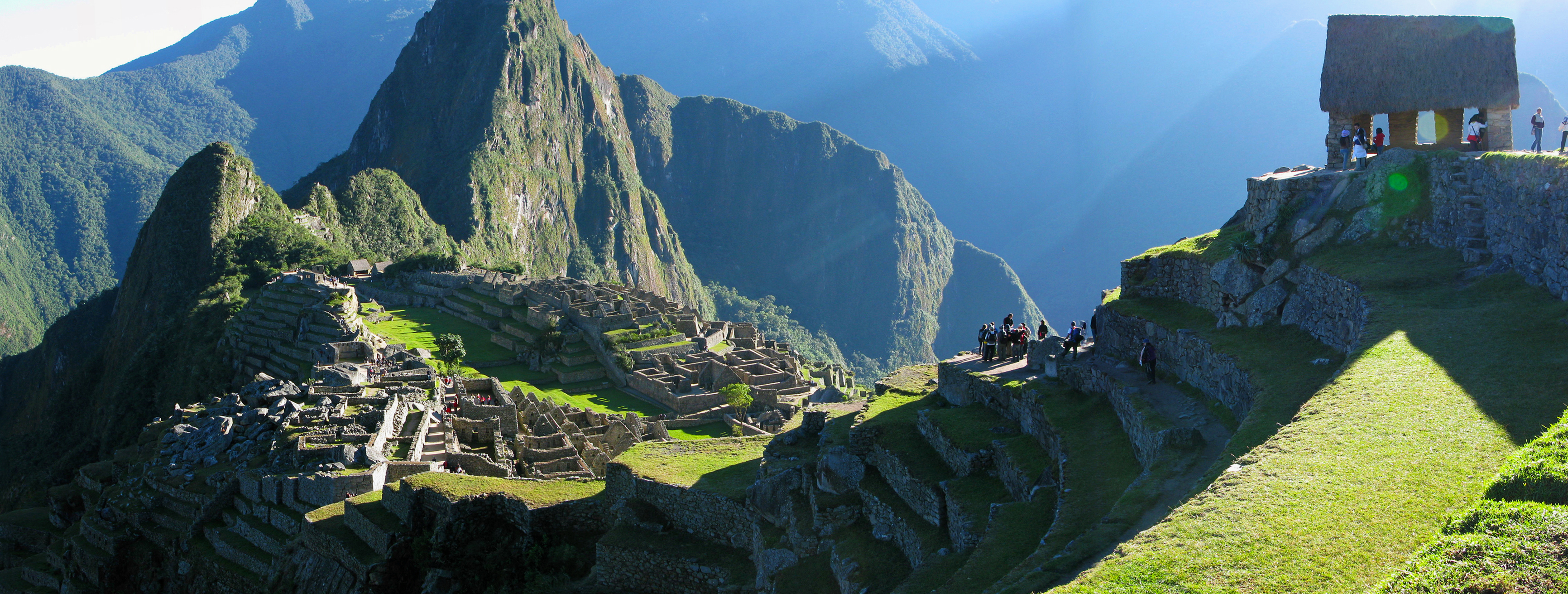
Vista panorámica de Machu Picchu.

Vista panorámica de Machu Picchu.

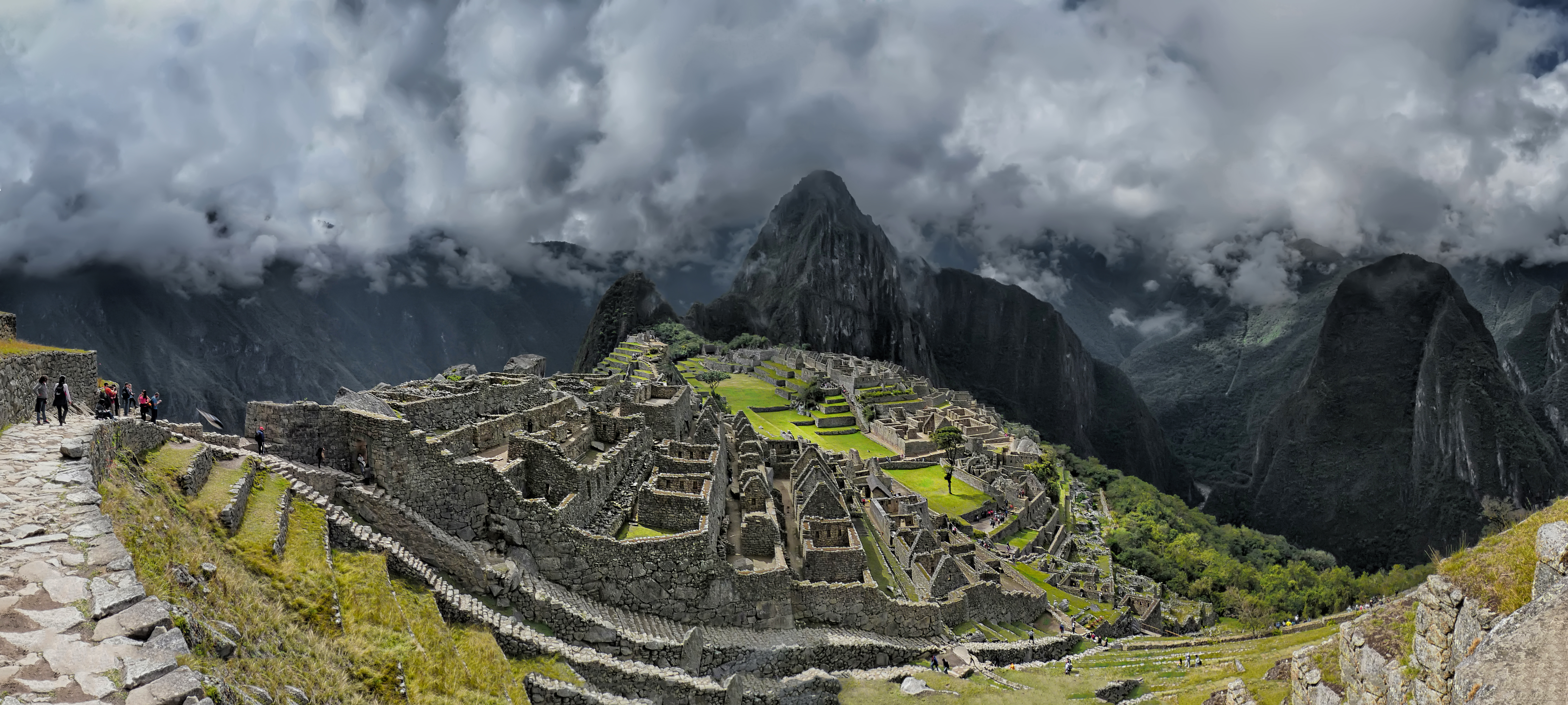
Vista panorámica de Machu Picchu.

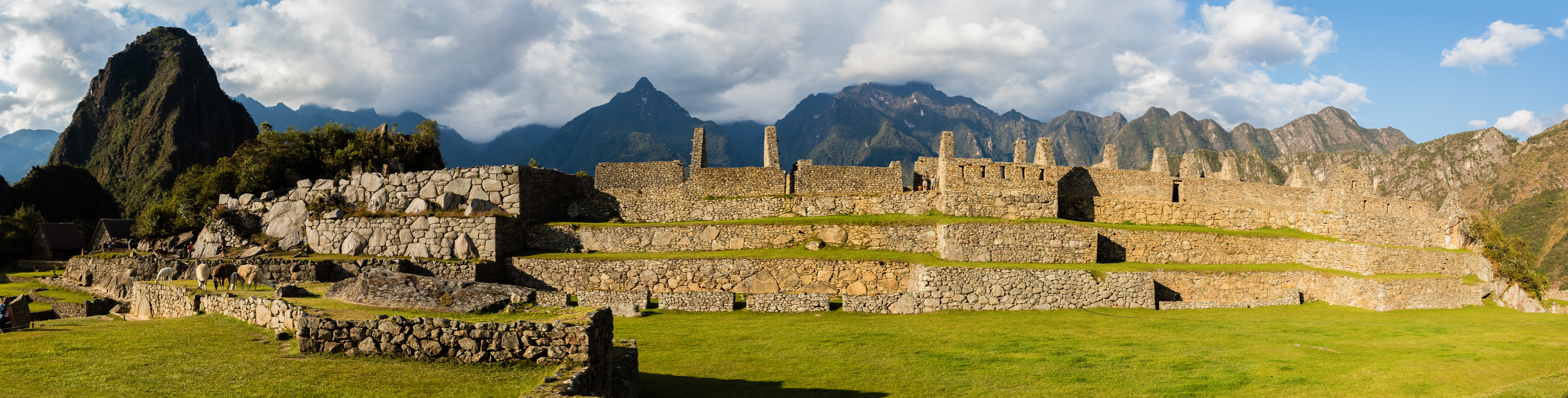
Vista panorámica de Machu Picchu.